# XIII округ Парижа
13-й округ Парижа (13e arrondissement de Paris или Arrondissement des Gobelins) — один из 20-ти муниципальных округов Парижа. Назван в честь основанной здесь мануфактуры Гобеленов; в просторечии парижане называют его le treizième («тринадцатый»).
Ранее здесь проживали в основном семьи рабочих, сейчас округ известен Азиатским кварталом и множеством многоэтажек социального жилья.

## География

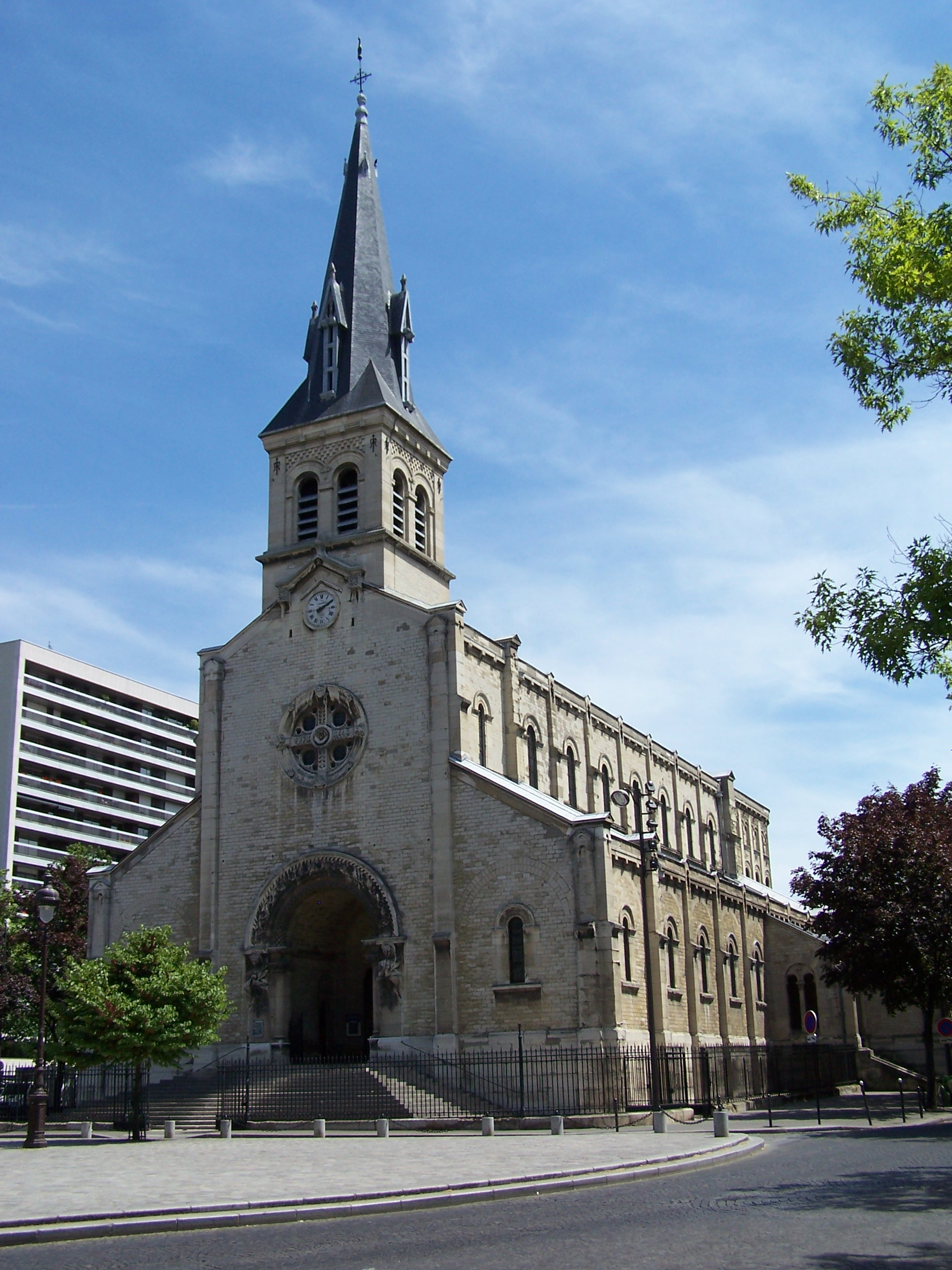
Церковь Нотр-Дам-де-ля-Гар

13-й округ расположен на левом берегу Сены. На западе он граничит с 14-м округом, на севере — с 5-м округом, на юге — с муниципалитетами Иври-сюр-Сен, Ле-Кремлен-Бисетр и Жантийи; в восточной части отделён Сеной от соседнего 12-го округа. Площадь округа составляет 7,146 км².

## История

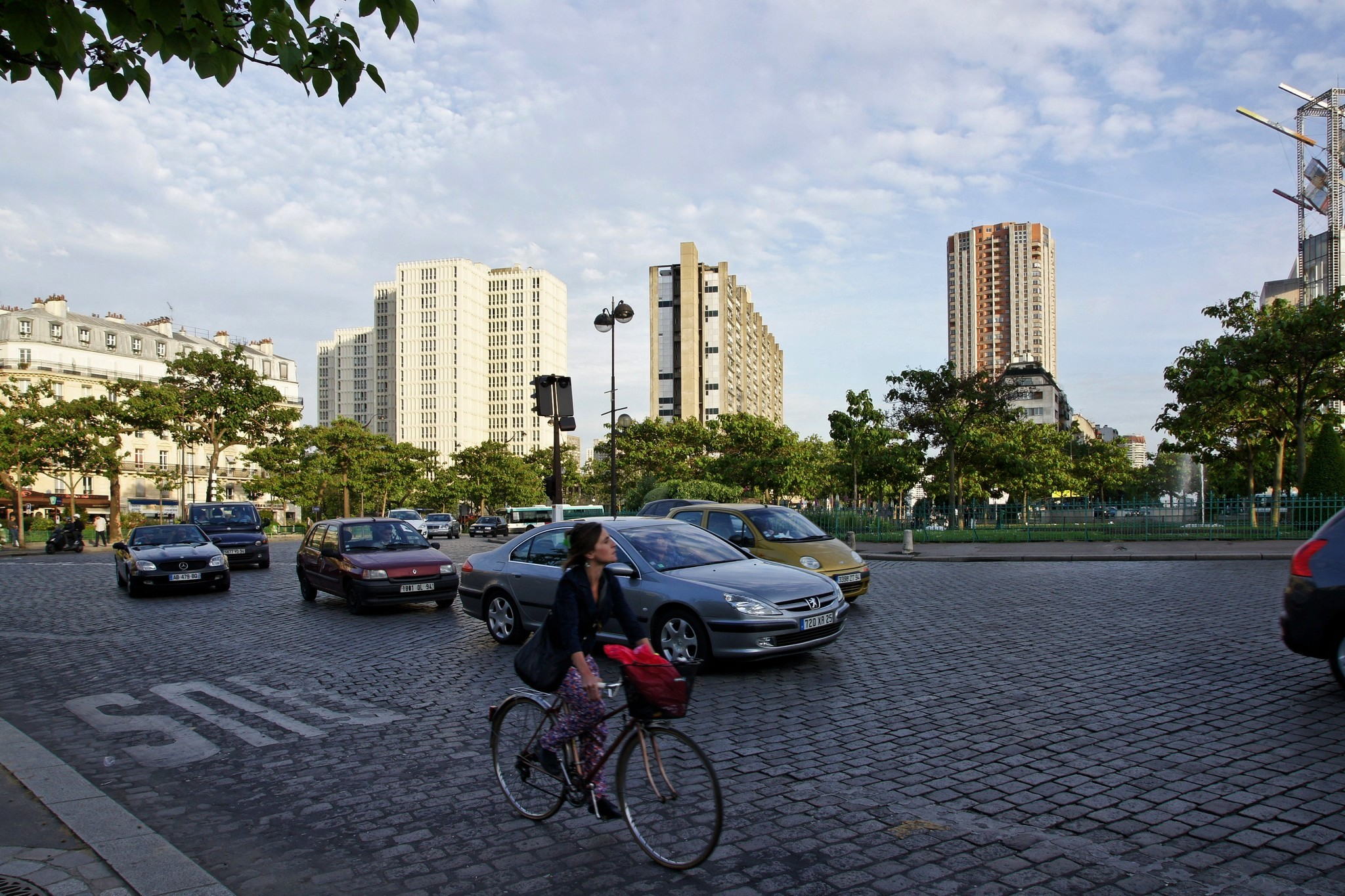
Площадь Италии

Начиная с эпохи Средневековья здесь существовали подземные каменоломни, в которых добывали строительный камень. В 1602 году по инициативе короля Генриха IV была основана шпалерная мануфактура Гобеленов. 21 ноября 1783 года пионеры авиации Пилатр де Розье и маркиз д’Арланд приземлили свой воздушный шар на холме Бют-о-Кай. В конце XVIII века была построена Стена генеральных откупщиков, имевшая несколько застав («барьеров»), на которых с торговцев взимались королевские подати. 
В 1840 году открылся железнодорожный вокзал Аустерлиц, к 1844 году была достроена Тьерская городская стена, имевшая несколько ворот и проходов. 13-й округ возник в 1860 году при расширении границ французской столицы в южном направлении. К нему также присоединили части соседних коммун Жантийи и Иври-сюр-Сен. С середины XIX и до начала XX века в 13-м округе активно развивалась разнообразная промышленность: в 1891 году рядом с Порт-д’Иври была открыта автомобильная фабрика Панар-Левассор (Panhard-Levassor). Также здесь обосновалась шоколадная фабрика Lombart, а фабрики Say и SUDAC снабжали Париж сжатым воздухом.
До Второй мировой войны были частично отреставрированы жилой квартал Город Жанны д'Арк на пересечении бульвара Венсана Ориоля и улицы Жанны д'Арк, 13-й блок на бульваре Огюста Бланки, 4-й блок вокруг площади Насьональ и район возле речки Бьевр. 
Во второй половине XX века значительным изменениям подвергся район, раскинувшийся вокруг площади Италии. Важнейшим строительным проектом стали высотные жилые комплексы под общим названием Италия 13, вдохновлённые урбанистическими идеями Ле Корбюзье. Помимо района Les Olympiades значительно преобразились кварталы вокруг улицы Насьональ, авеню Шуази и авеню Италии вплоть до Итальянских ворот на юге, а также кварталы вокруг бульвара Венсана Ориоля и на холме Бют-о-Кай.

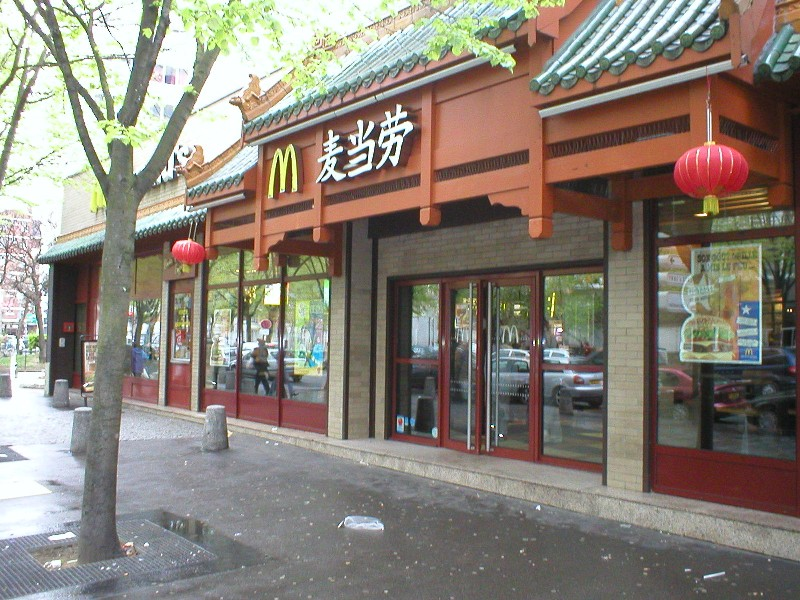
«Макдоналдс» в XIII округе

Ко времени, когда проект «Италия 13» был прерван в середине 1970-х годов, в новых высотках поселились первые беженцы из Южного Вьетнама. Следующая волна беженцев и иммигрантов из Французского Индокитая, преимущественно из Камбоджи и Лаоса, а чуть позже и из Южного Китая, превратили южную часть 13-го округа в азиатский квартал Парижа, однако избежав образования изолированного гетто.
Другой крупный архитектурный проект в восточной части 13-го округа начал реализовываться в начале 1990-х годов со строительства Национальной библиотеки Франции имени Франсуа Миттерана и нового делового квартала Paris Rive Gauche вдоль побережья Сены. Отделённый от остальной части округа железнодорожными путями, ведущими к Аустерлицкому вокзалу, квартал был соединён с противоположным берегом Сены с помощью 14-й линии метро и открывшимся в 2006 году пешеходным мостом имени Симоны де Бовуар.
В дальнейшем квартал Paris Rive Gauche расширился и занял весь берег Сены от Аустерлицкого вокзала до кольцевой дороги. Южной оконечностью квартала стали университетский кампус Гран-Мулен и высотный офисный комплекс Tours Duo, завершённый в 2022 году.

## Население

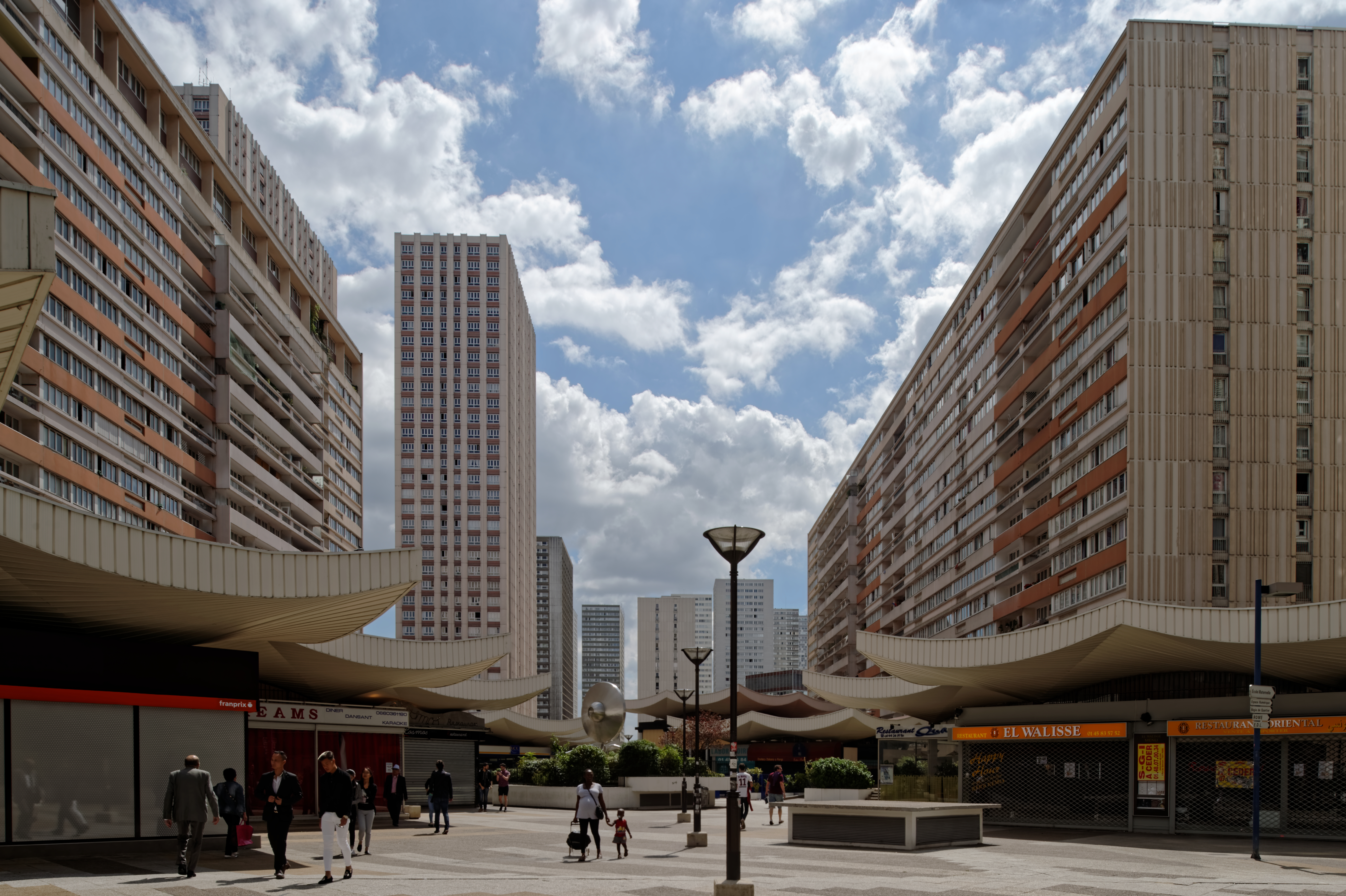
Les Olympiades

По данным на 2005 год в 13-м округе проживали 177 900 человек при плотности 24 882 чел/км². Это составляло 8,3 % парижского населения.
В 2021 году численность населения 13-го округа составила 178 350 человек, плотность — 24 944 чел/км². В округе проживает значительная община выходцев из Юго-Восточной и Восточной Азии, преимущественно из Вьетнама, Камбоджи, Лаоса и Китая (включая хоа, вьетов, хмонгов, лао, кхмеров, чаошаньцев, кантонцев, хокло и хакка). Кроме того, в округе имеются общины выходцев с Таити, Новой Каледонии, Реюньона, Майотты, Гваделупы, Мартиники, из Гвианы, Чёрной Африки, Магриба и Леванта (включая арабов, евреев и армян).
Китайцы исповедуют как свои традиционные религии (буддизм, шэнизм, конфуцианство, даосизм), так и католицизм.
| Год  | Население | Плотность населения (чел/км²) |
| ---- | --------- | ----------------------------- |
| 1962 | 166 709   | 23 329                        |
| 1968 | 158 280   | 22 149                        |
| 1975 | 163 313   | 22 854                        |
| 1982 | 170 818   | 23 904                        |
| 1990 | 171 098   | 23 943                        |
| 1999 | 171 533   | 24 004                        |

## Органы местного управления

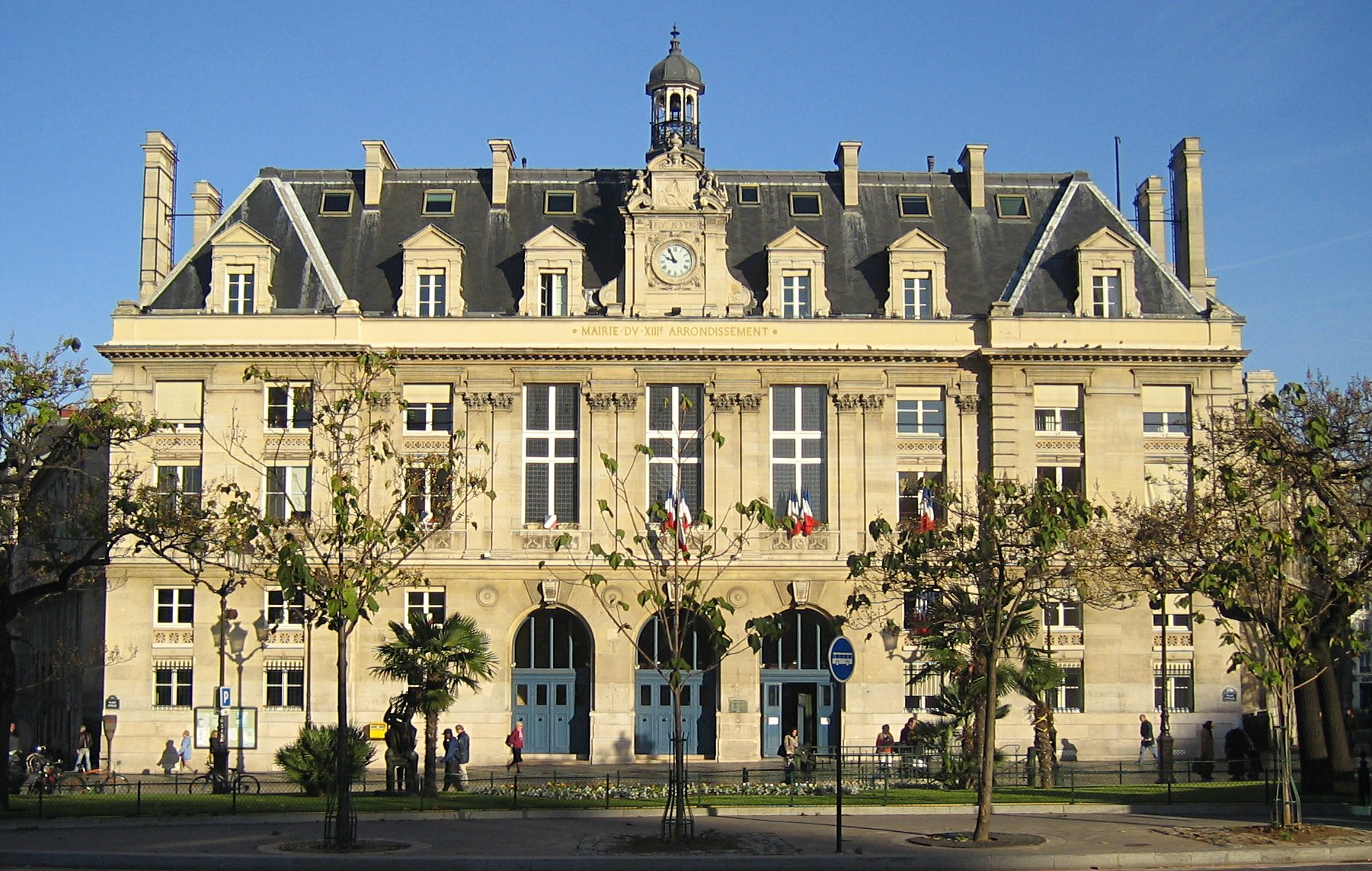
Здание мэрии 13-го округа

С 1983 года мэром округа являлся республиканец Жак Тубон; в 2001 году его сменил представитель Социалистической партии Серж Блиско. В июле 2007 года пост мэра занял его однопартиец Жером Куме; в 2008, 2014 и 2020 годах он был переизбран на эту должность.
- Адрес мэрии: 1, площадь Италии[фр.]

## Административное деление
Округ делится на четыре квартала:
- № 49 Сальпетриер[фр.] (Quartier de la Salpêtrière)
- № 50 Де-ля-Гар[фр.] (Quartier de la Gare)
- № 51 Мезон-Бланш[фр.] (Quartier de la Maison-Blanche)
- № 52 Крульбарб[фр.] (Quartier de Croulebarbe)

Помимо официальных кварталов в округе имеются и исторические кварталы, например Фобур-Сен-Марсель.

## Государственные учреждения
- Министерство спорта Франции

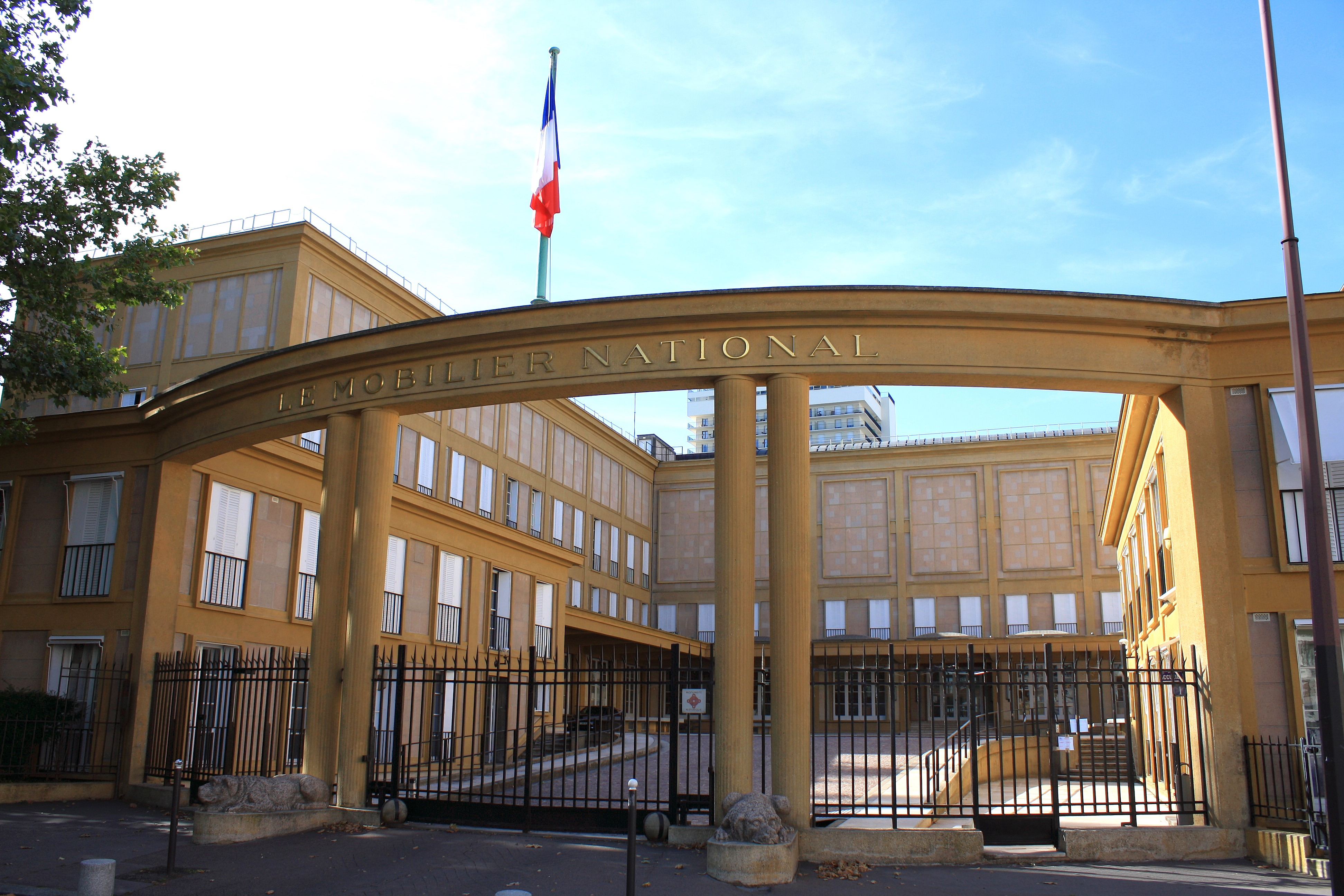
Штаб-квартира агентства «Национальная мебель»

- Агентство гражданской службы[фр.]
- Национальная мебель[фр.]
- Фонд первичного медицинского страхования Парижа
- Департамент финансов и закупок Парижа
- Агентство недвижимости Парижа[фр.] (RIVP)
- Казармы Массена[фр.] (главная база Парижской пожарной бригады[фр.])

## Экономика и транспорт

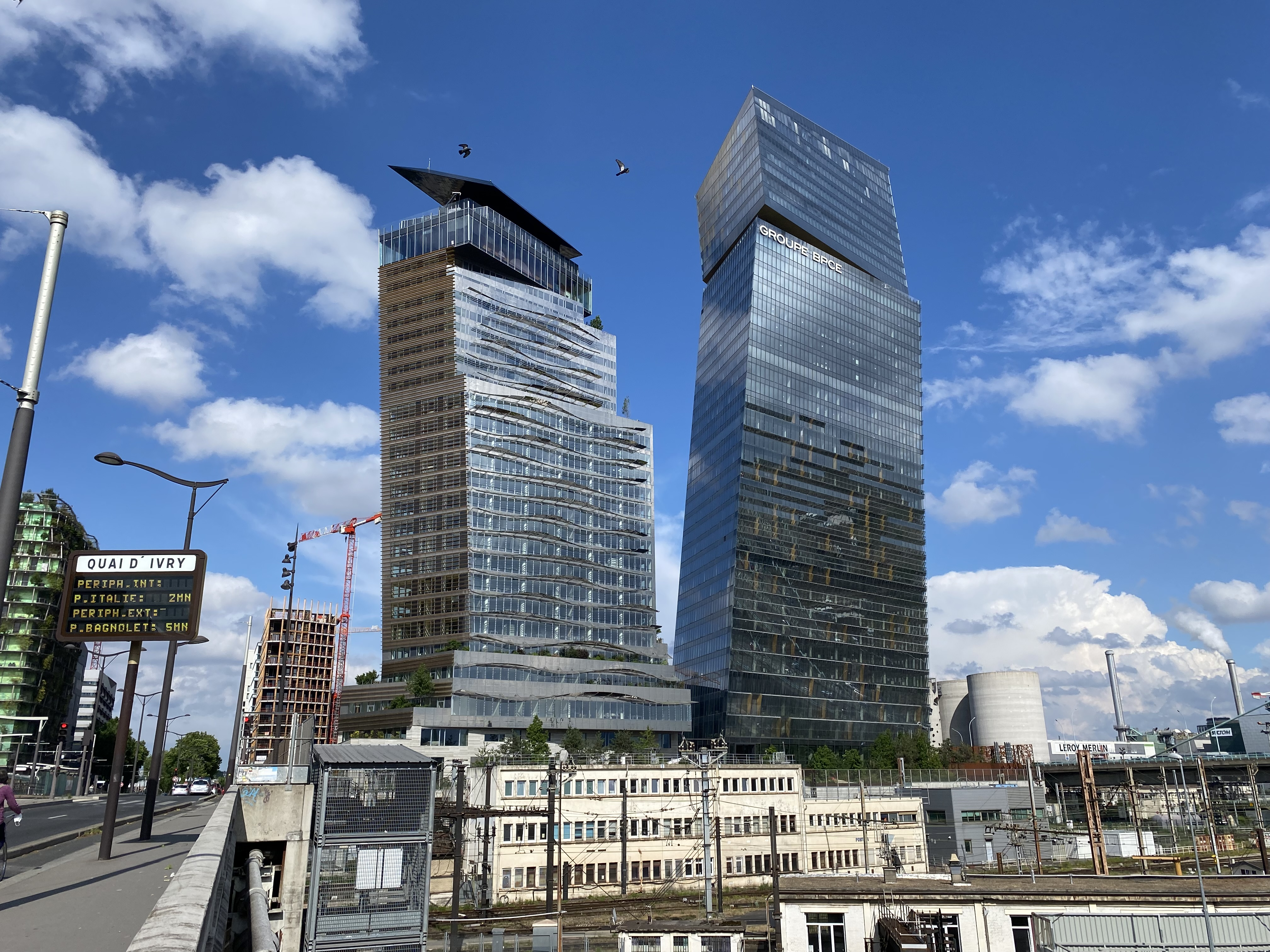
Штаб-квартира Groupe BPCE

Штаб-квартира Le Monde

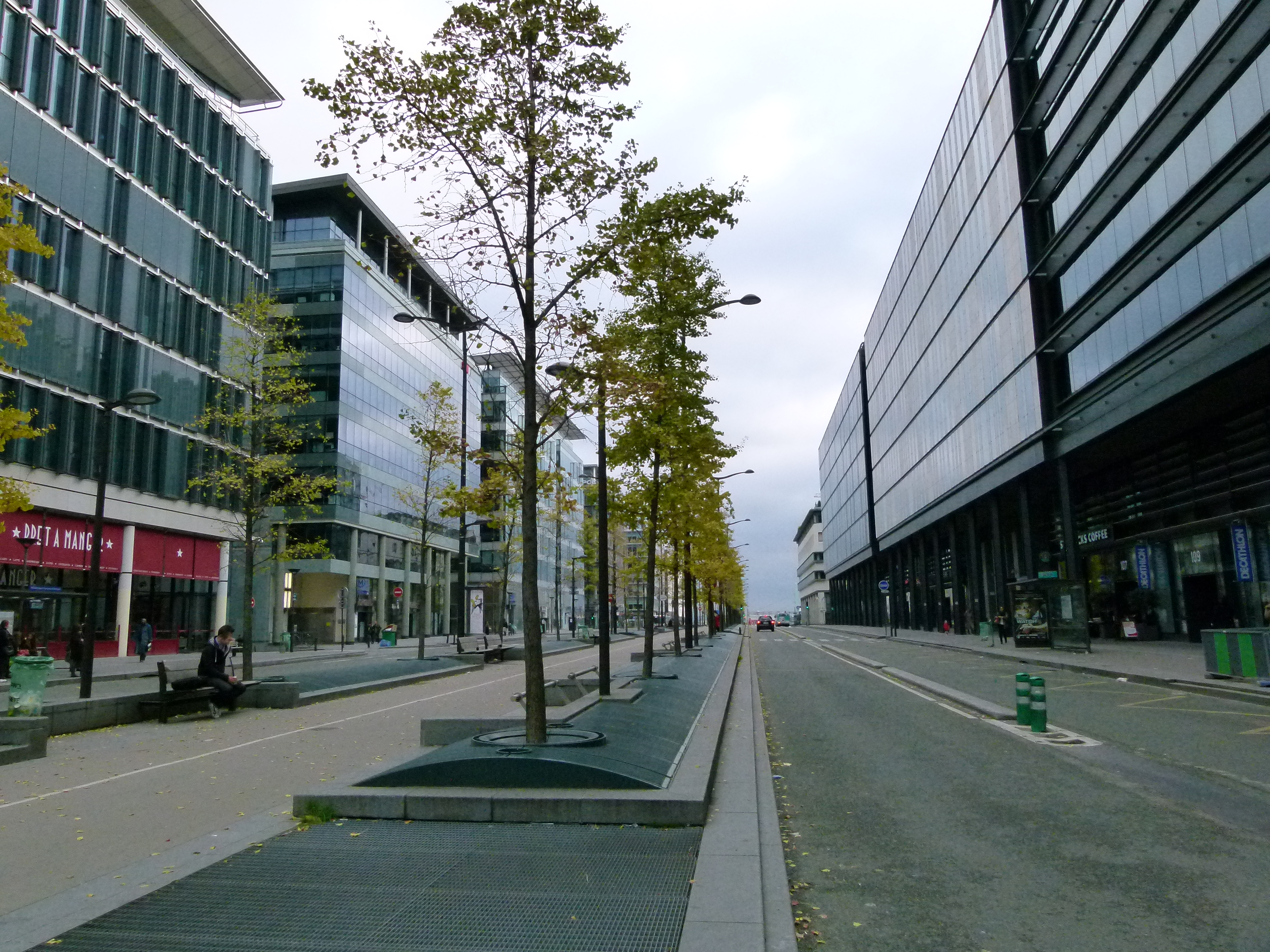
Авеню Франции в районе Paris Rive Gauche

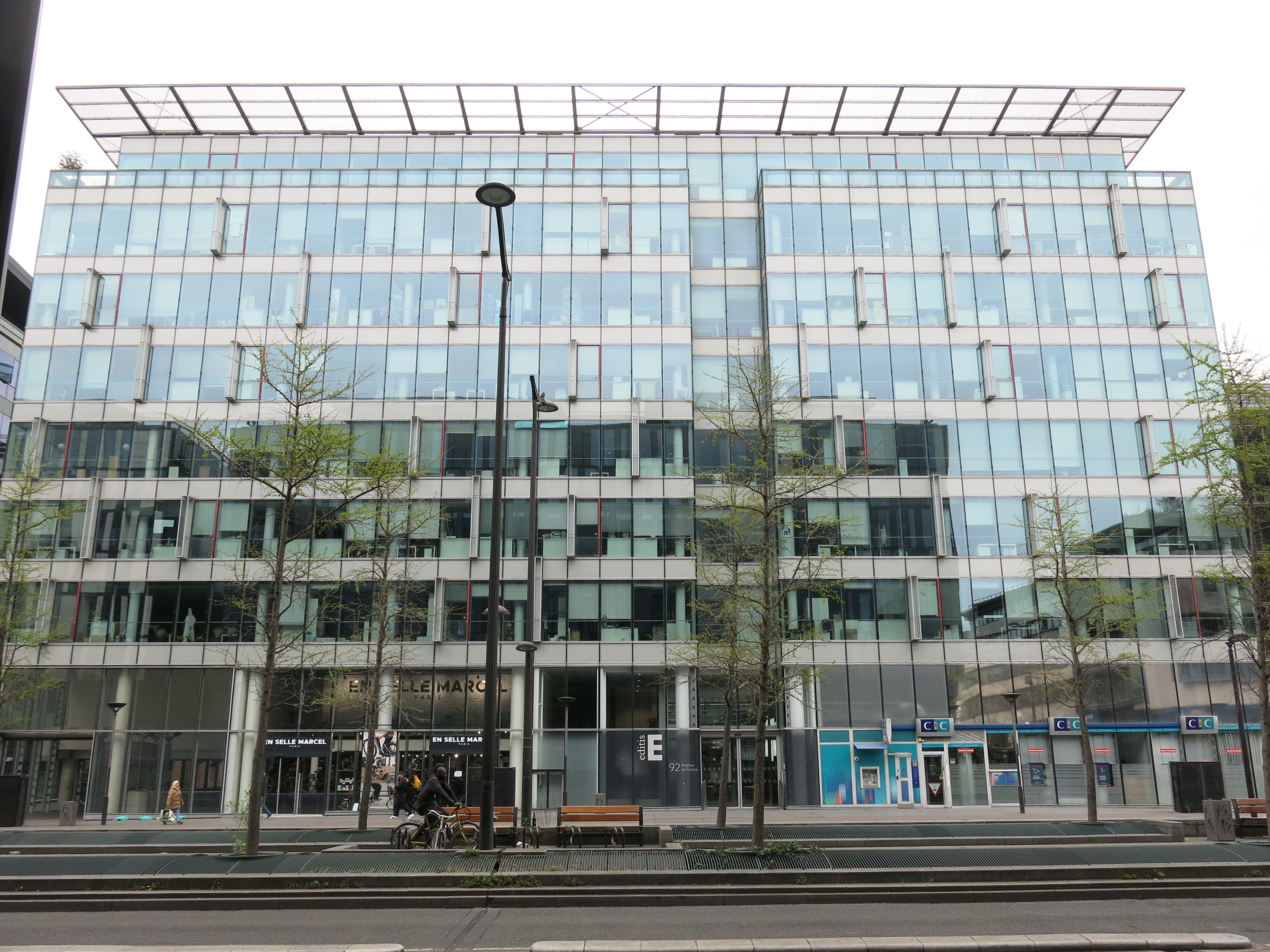
Штаб-квартира издательской группы Editis

В округе преобладает сфера услуг, в том числе розничная торговля, общественное питание, туризм, транспортные, медицинские, деловые и финансовые услуги (включая юридические, консалтинговые, бухгалтерские, инженерные, дизайнерские и образовательные услуги).
Вдоль Сены от границы с Иври-сюр-Сен на юге и до границы с 5-м округом на севере простирается новый деловой район Paris Rive Gauche, построенный на месте старых фабрик и складов. Кроме многочисленных офисов и магазинов район включает также жилые дома, общежития для студентов, учебные и культурные учреждения (в том числе школы, университеты и кинотеатры), спортзалы, парки и скверы. 
В округе базируются банковская группа Groupe BPCE (включая инвестиционные банки Natixis и Crédit Foncier de France, сберегательный банк Caisse d’Epargne Ile-de-France, а также страховую компанию BPCE Assurances), маркетинговая группа Ipsos, оператор недвижимости CDC Habitat, компания коммунальных услуг Eau de Paris, газетное издательство Le Monde, издательская группа Editis Holding (включая издательства Éditions Robert Laffont, Éditions Bordas, Éditions Séguier, Éditions Nathan и CLE International), книжные издательства Éditions Karthala и Éditions du Cerf, биотехнологические компании Cellectis и Bariatek Medical, а также парижские офисы международных компаний The Walt Disney Company, Bauer Media Group и EDP Renewables. 
На площади Италии расположен большой торговый центр Italie Deux, на бульваре Массена — торгово-развлекательный центр La Galerie Masséna. Округ известен высокой концентрацией китайских и вьетнамских предприятий (магазинов, прачечных, кафе, ресторанов и салонов красоты). Примером такого присутствия является сеть супермаркетов «Братья Тан», основанная хуацяо из Лаоса. В 13-м округе имеется несколько престижных отелей, в том числе Best Western Plus La Demeure, Mercure Paris Bercy Bibliothèque, Mercure Paris Gobelins Place D'Italie.
Возле окружной дороги Периферик расположены мусороперерабатывающий завод Ivry/Paris XIII группы Syctom и цементный завод Calcia немецкой группы Heidelberg Materials. Крупнейшим бизнес-акселератором Парижа является кампус стартапов Station F, разместившийся в отреставрированном железнодорожном зале Фрейсине. Рядом с набережной Панара и Левассора расположен другой большой акселератор стартапов Future4care, учреждённый Capgemini, Orange, Sanofi и Generali. Вдоль Порт-де-ля-Гар и Порт Аустерлиц имеются причалы для лодок и катеров. На некоторых пришвартованных вдоль набережной судах оборудованы отели и рестораны.

### Железнодорожный транспорт

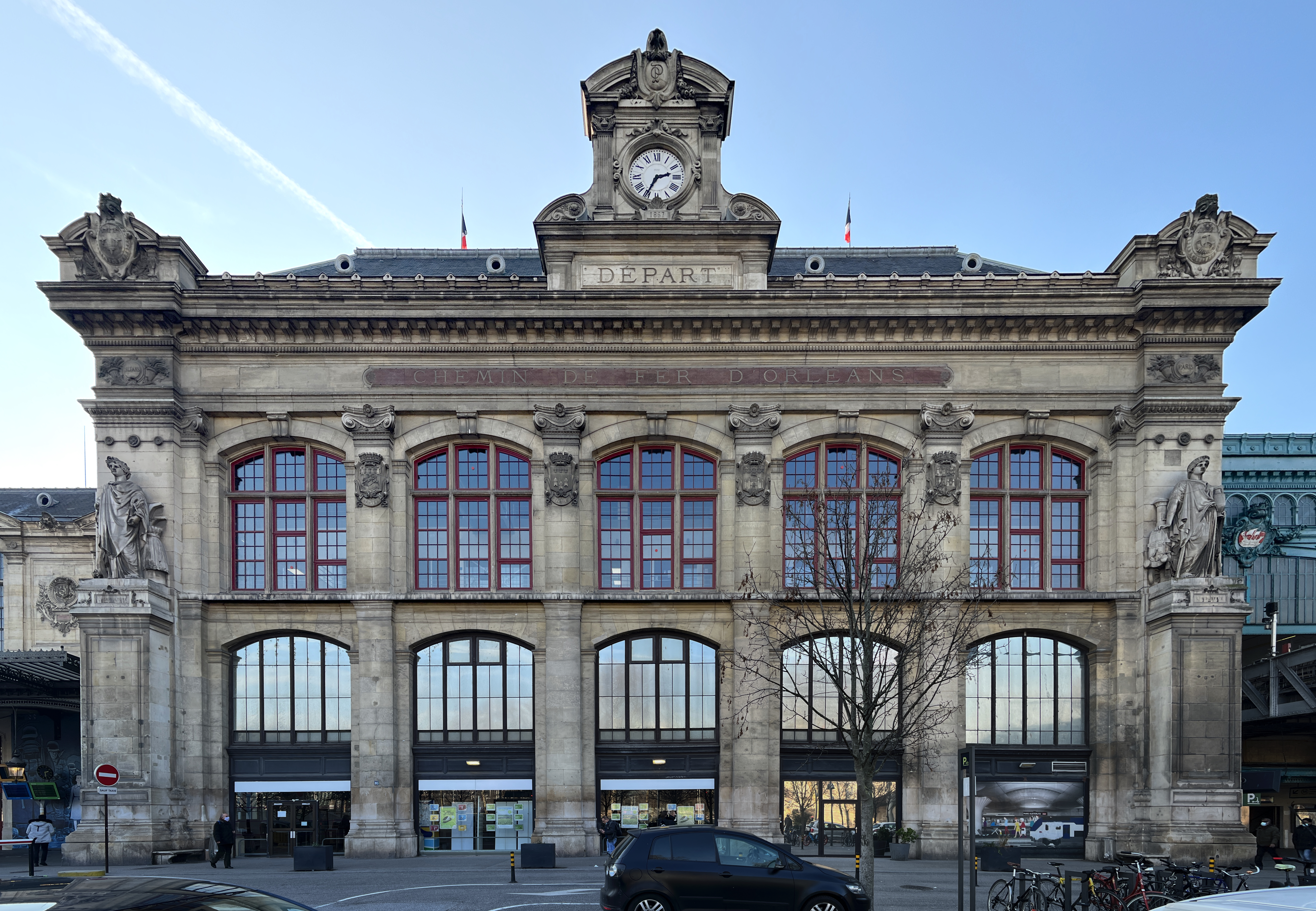
Аустерлицкий вокзал

В округе расположен вокзал Аустерлиц, обслуживающий поезда, прибывающие из Орлеана, Нанта, Рена, Тулузы, Альби, Лиона и Бриансона.

### RER
Станции Вокзал Аустерлиц и Библиотека Миттерана обслуживают линию C.

### Метрополитен
XIII округ обслуживают следующие линии метрополитена:
- Линия 5
- Линия 6
- Линия 7
- Линия 10
- Линия 14

### Трамвай

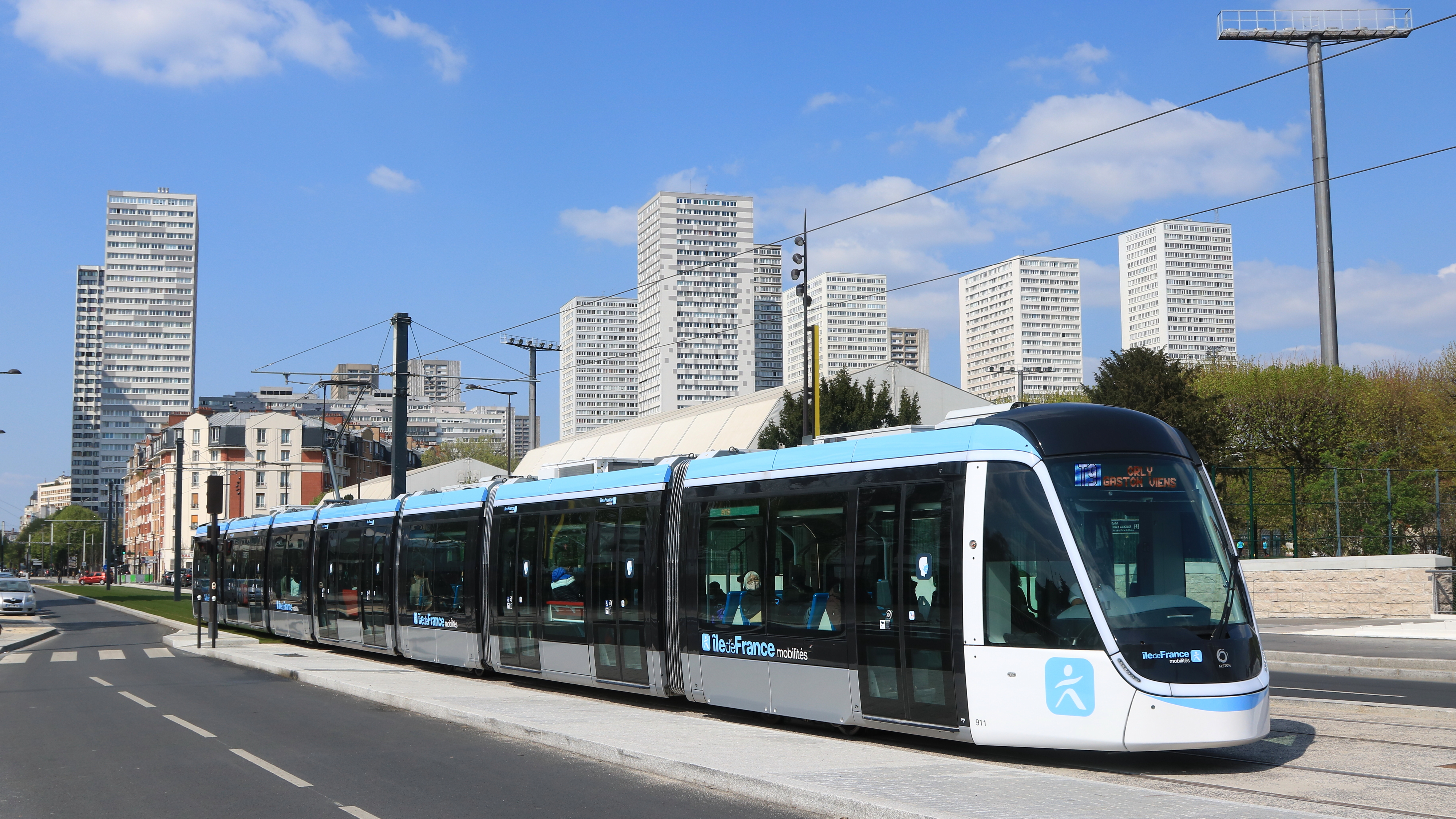
Трамвайная остановка линии 9

В округе пересекаются две линии парижского трамвая — Линия 3а и Линия 9.

### Улицы и площади

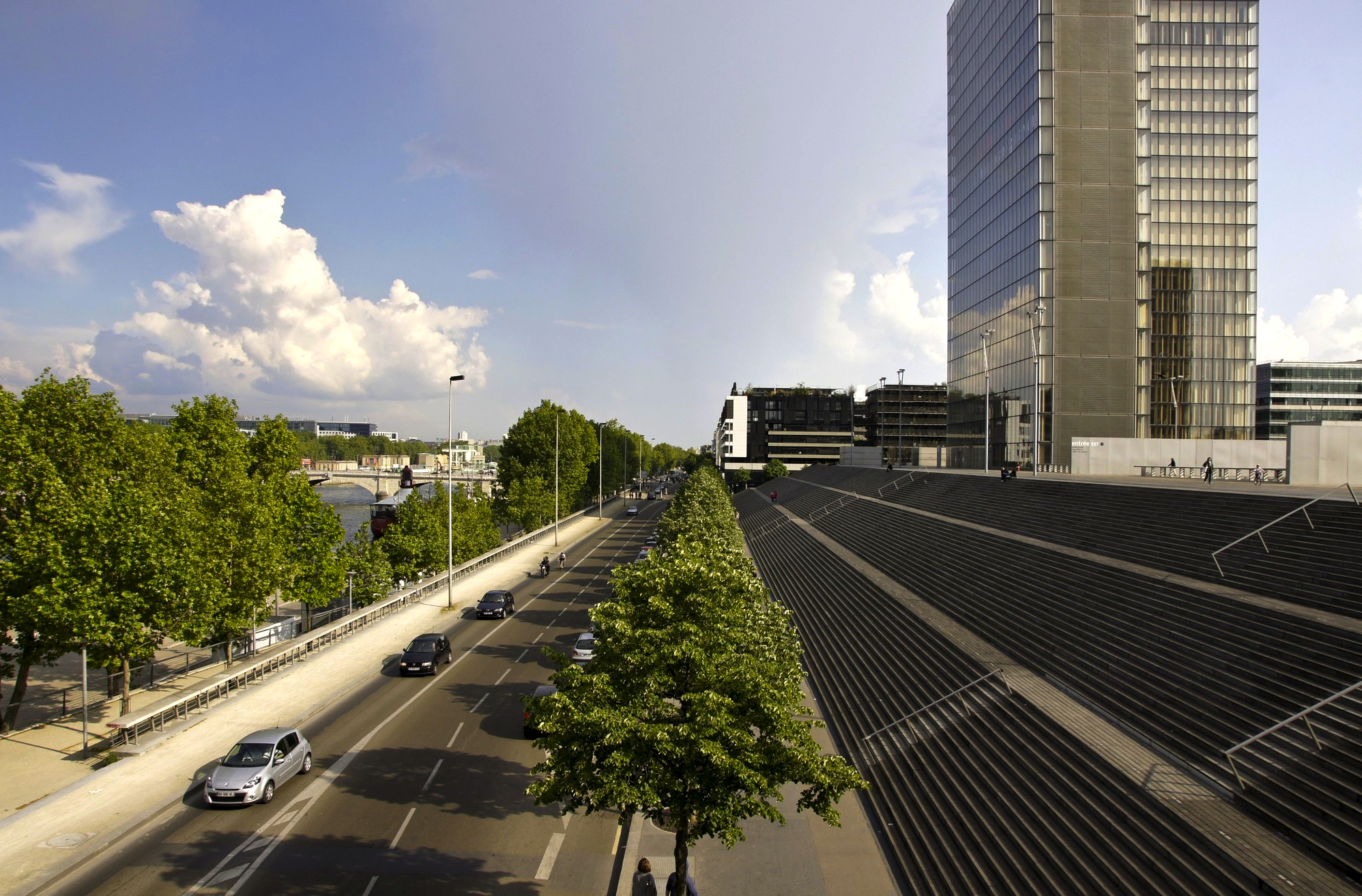
Набережная Франсуа Мориака

- Площадь Италии[фр.]
- Площадь Жанны д'Арк[фр.]
- Площадь Пинель
- Площадь Луи Армстронга
- Набережная Аустерлиц
- Вокзальная набережная
- Набережная Франсуа Мориака
- Набережная Панара и Левассора
- Набережная Иври
- Авеню Италии
- Авеню Франции
- Авеню Гобелен
- Авеню Шуази
- Бульвар Периферик
- Бульвар Опиталь
- Бульвар Сен-Марсель
- Бульвар Араго
- Бульвар Порт-Руаяль
- Бульвар Огюста Бланки
- Бульвар Венсана Ориоля
- Бульвар Массена
- Бульвар генерала Жана Симона
- Бульвар Келлермана
- Улица Насьональ
- Улица Бодрикура[фр.]
- Улица Цадкина
- Улица Абеля Овелака

### Мосты

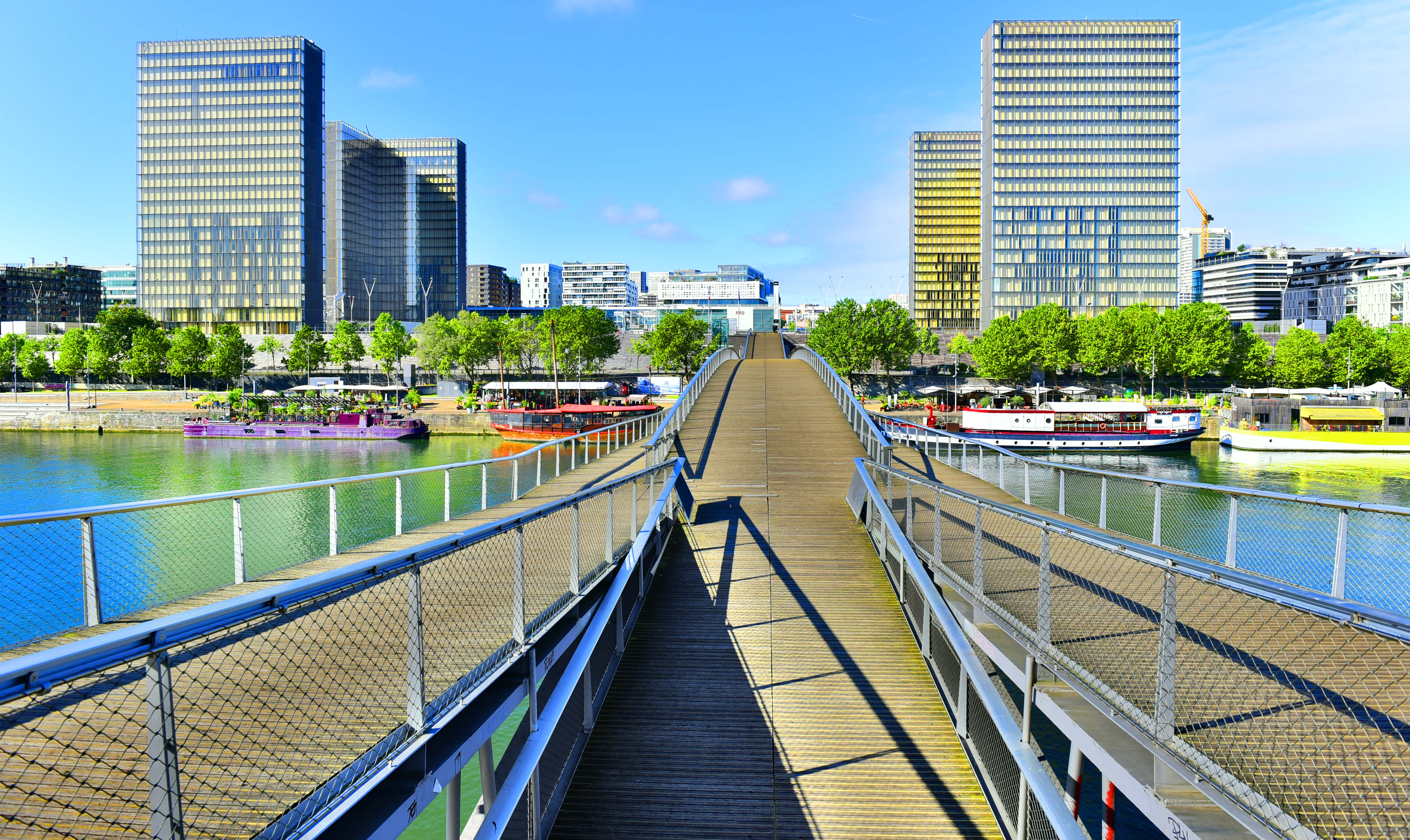
Пешеходный мост Симоны де Бовуар

- Верхний мост
- Мост Насьональ
- Мост Тольбиак
- Мост Берси
- Мост Шарля де Голя
- Мост Аустерлиц
- Аустерлицкий виадук
- Пешеходный мост Симоны де Бовуар
- Мост Массена

## Культура

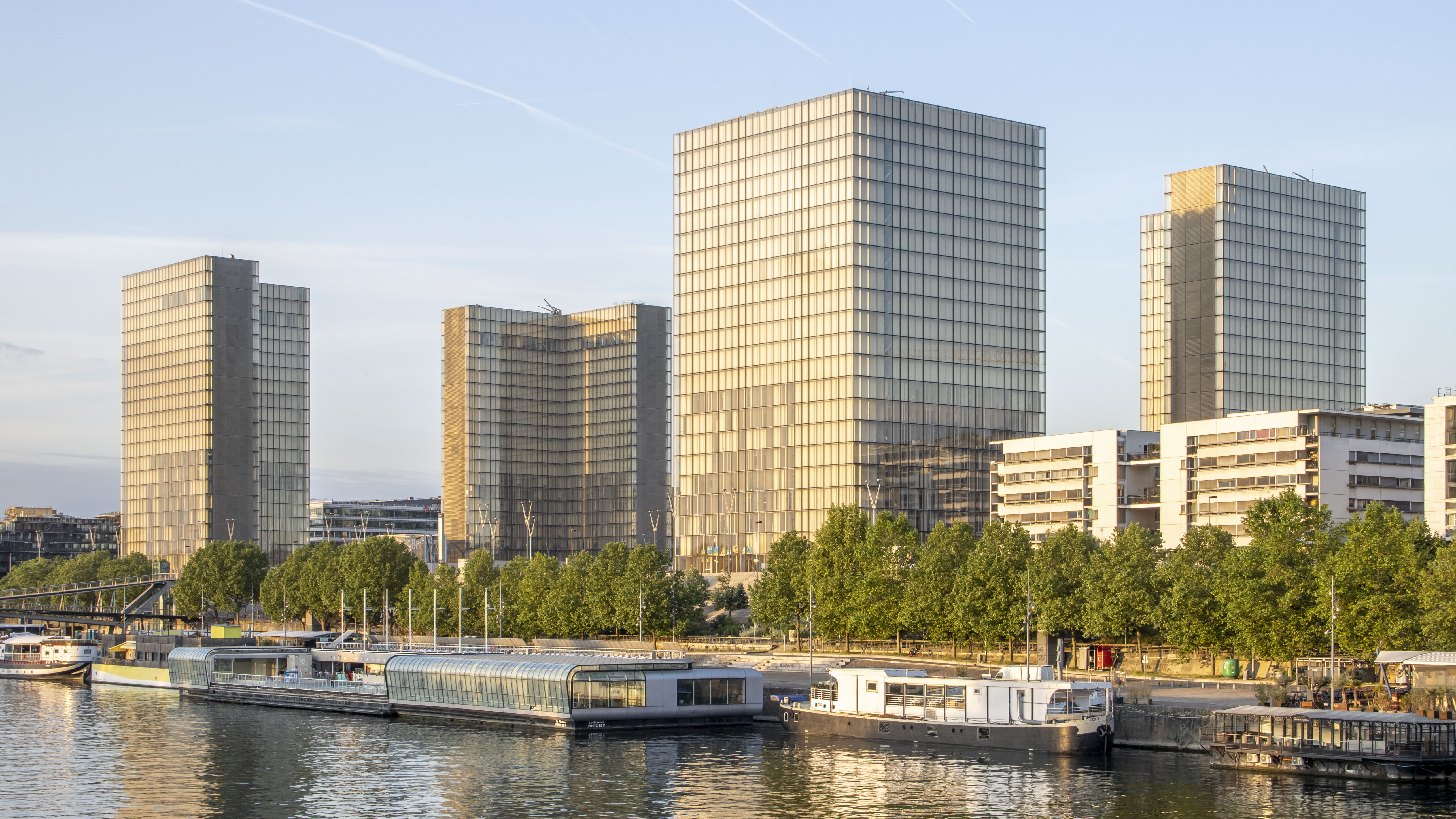
Национальная библиотека Франции

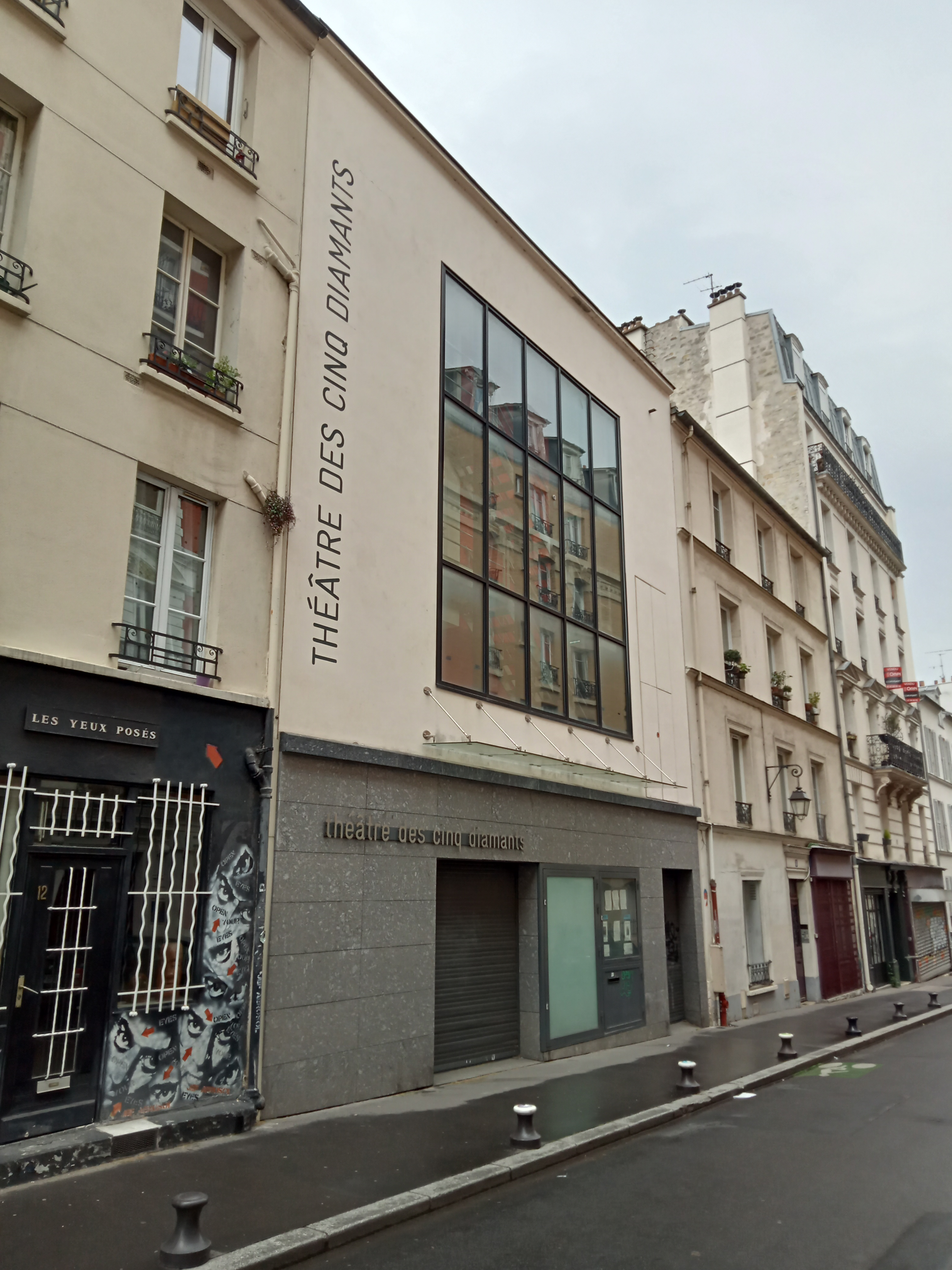
Театр «Пять бриллиантов»

В XIX веке популярным местом отдыха парижан была деревня Аустерлиц, известная большим количеством генгетов, в которых гости выпивали, танцевали и пели.
В XIII округе расположено несколько известных музеев, библиотек, театров, концертных и выставочных залов, культурных центров Парижа:
- Национальная библиотека Франции
- Университетская библиотека языков и цивилизаций
- Медиатека Жана-Пьера Мельвиля[фр.]
  - Библиотека Маргерит Дюран[фр.]
- Библиотека Солшуар[фр.]
- Библиотека Италии
- Мануфактура Гобеленов
- Театр Le 13e Art
- Театр 13[фр.]
- Театр Пять бриллиантов[фр.]
- Театр Мандапа
- Колонный зал[фр.]
- Кинотеатр MK2 Bibliothèque[фр.]
- Кинотеатр UGC Gobelins[фр.]
- Город моды и дизайна[фр.]
- Музей La Fab — Foundation Agnes B
- Культурный центр Les Frigos[фр.]
- Фонд Жерома Сейду-Пате[фр.]

Ярким культурным событием, привлекающим в округ многочисленных туристов, является празднование в Азиатском квартале китайского Нового года.

## Образование и наука

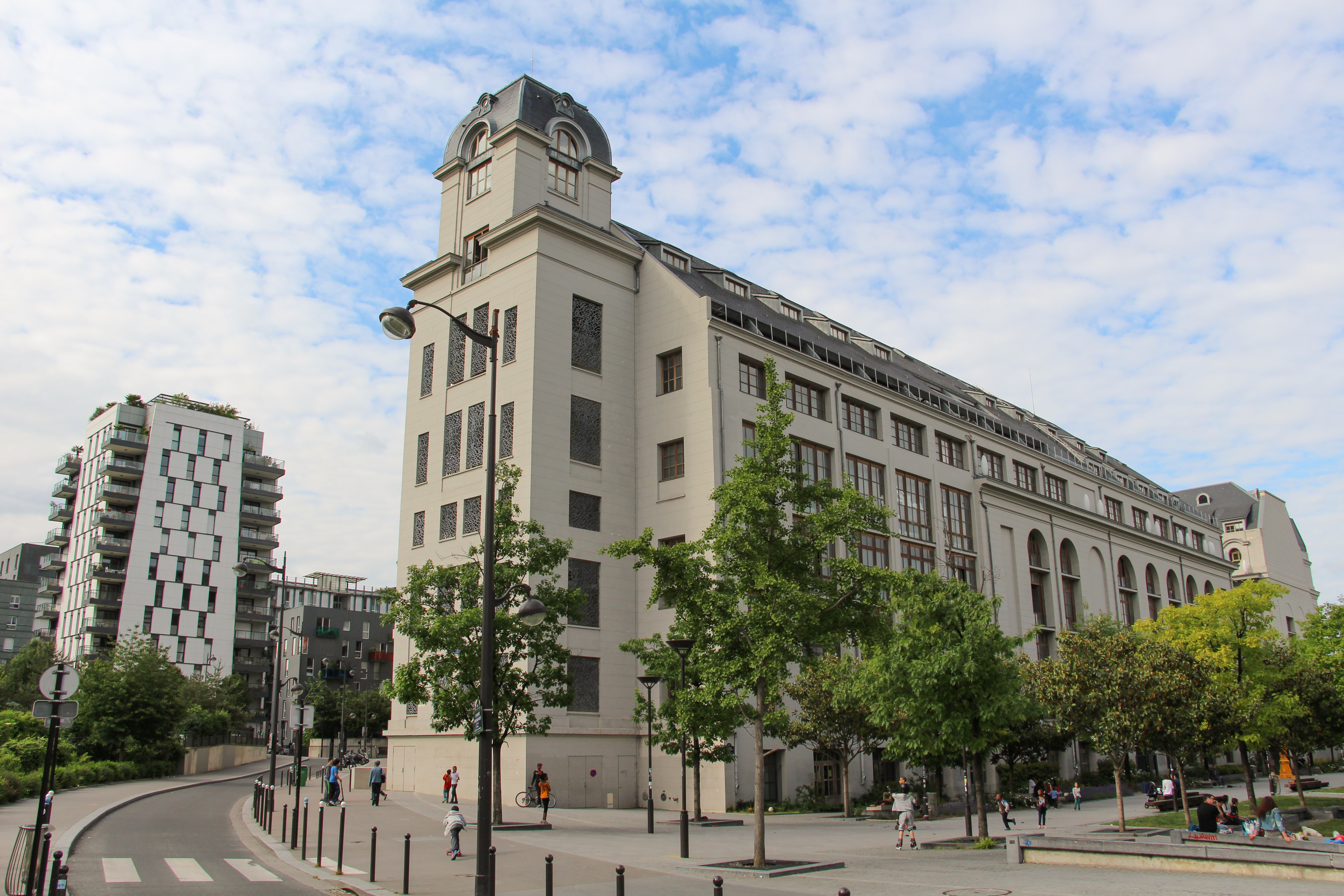
Университетский кампус Гран-Мулен

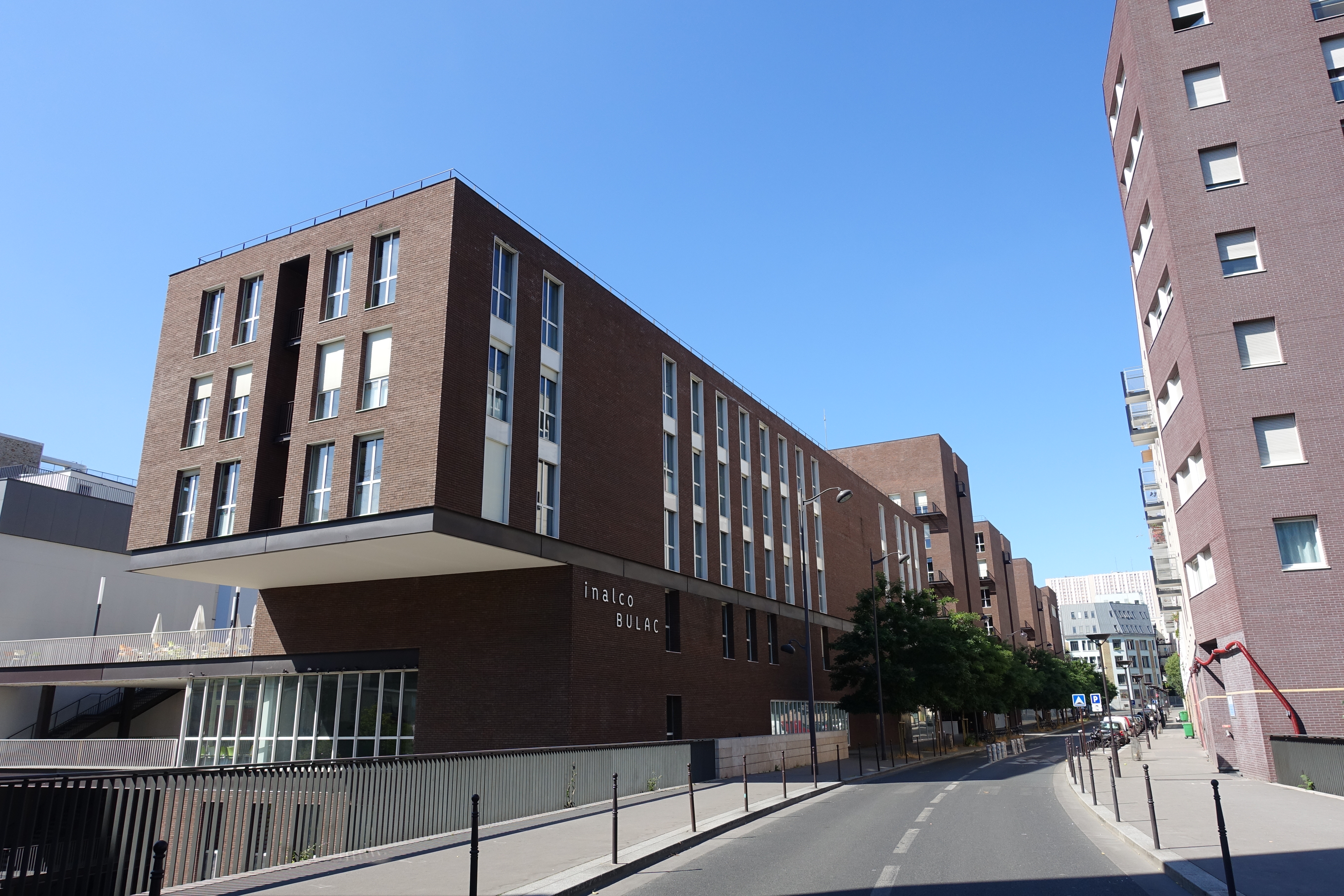
Комплекс INALCO / BULAC

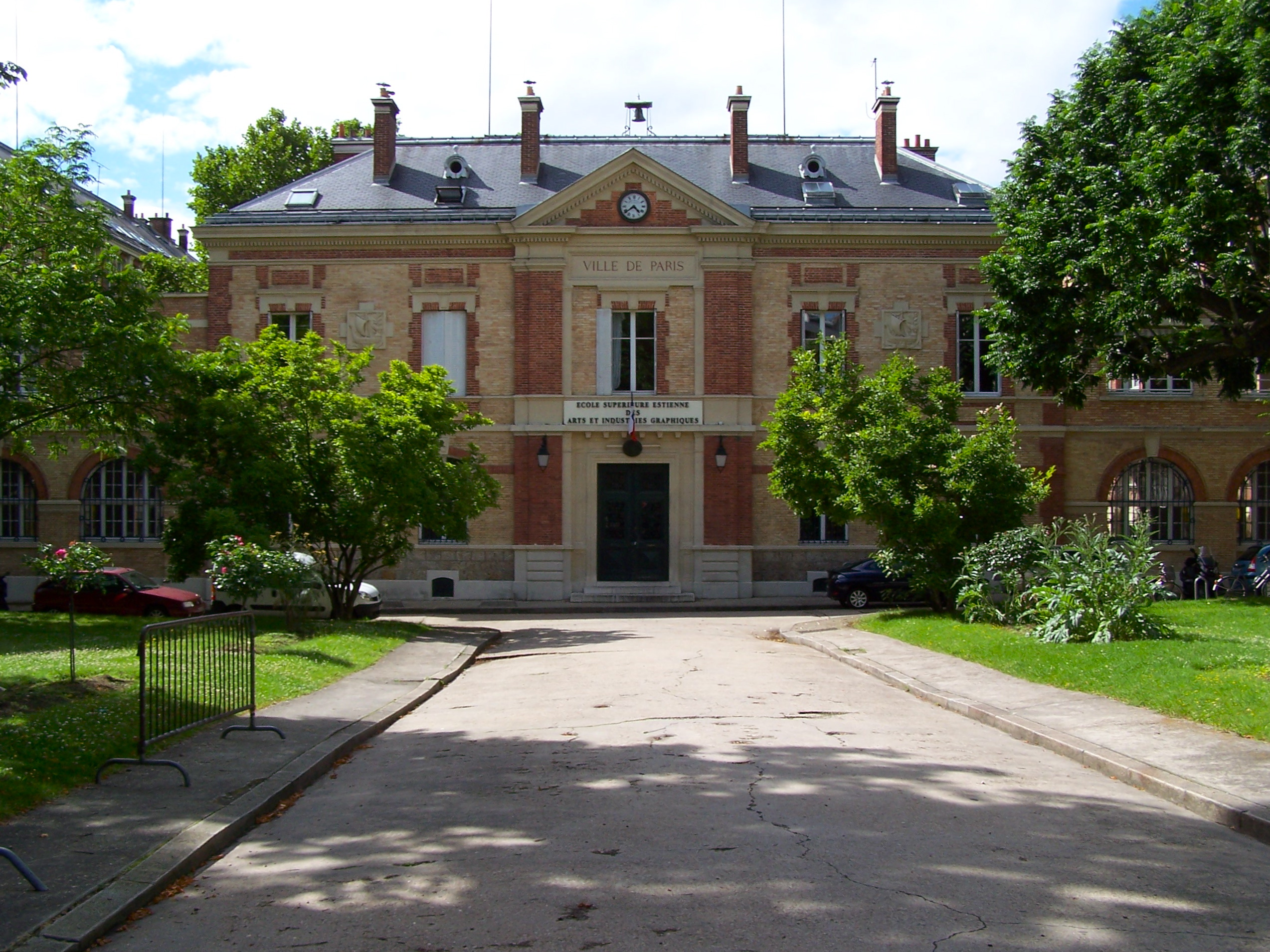
Высшая школа искусств и графической индустрии

XIII округ является крупным образовательным и научным центром Парижа, здесь расположен кампус Гран-Мулен, базируются престижные лицеи, колледжи, университеты и высшие школы, а также научно-исследовательские центры:  
- Лицей Родена[фр.]
- Лицей Клода Моне[фр.]
- Лицей Пьер-Жиля де Жена[фр.]
- Лицей Габриеля Форе[фр.]
- Консерватория Мориса Равеля[фр.]
- Музыкальная школа Центр музыкальной информации[фр.]
- Кампус университета Париж-Сите[фр.]
- Кампус университета Пантеон-Сорбонна[фр.]
- Медицинский факультет университета Пьера и Марии Кюри
- Парижский кампус Чикагского университета
- Национальный институт восточных языков и культур
  - Университетская библиотека языков и цивилизаций
- Национальный институт здравоохранения и медицинских исследований[фр.]
- Институт палеонтологии человека
- Исследовательский институт музыковедения
- Национальная высшая школа искусств и ремёсел
- Национальная школа архитектуры Париж — Валь-де-Сен[фр.]
- Национальная школа физической химии и биологии[фр.]
- Высшая школа искусств и графической индустрии[фр.]
- Высшая школа журналистики[фр.]
- Парижская школа бизнеса[фр.]
- Французский институт моды[фр.]
- Международный колледж философии[фр.]
- Доминиканский учебный центр Солшуар[фр.]
- Еврейская школа Ябне[фр.]

## Достопримечательности

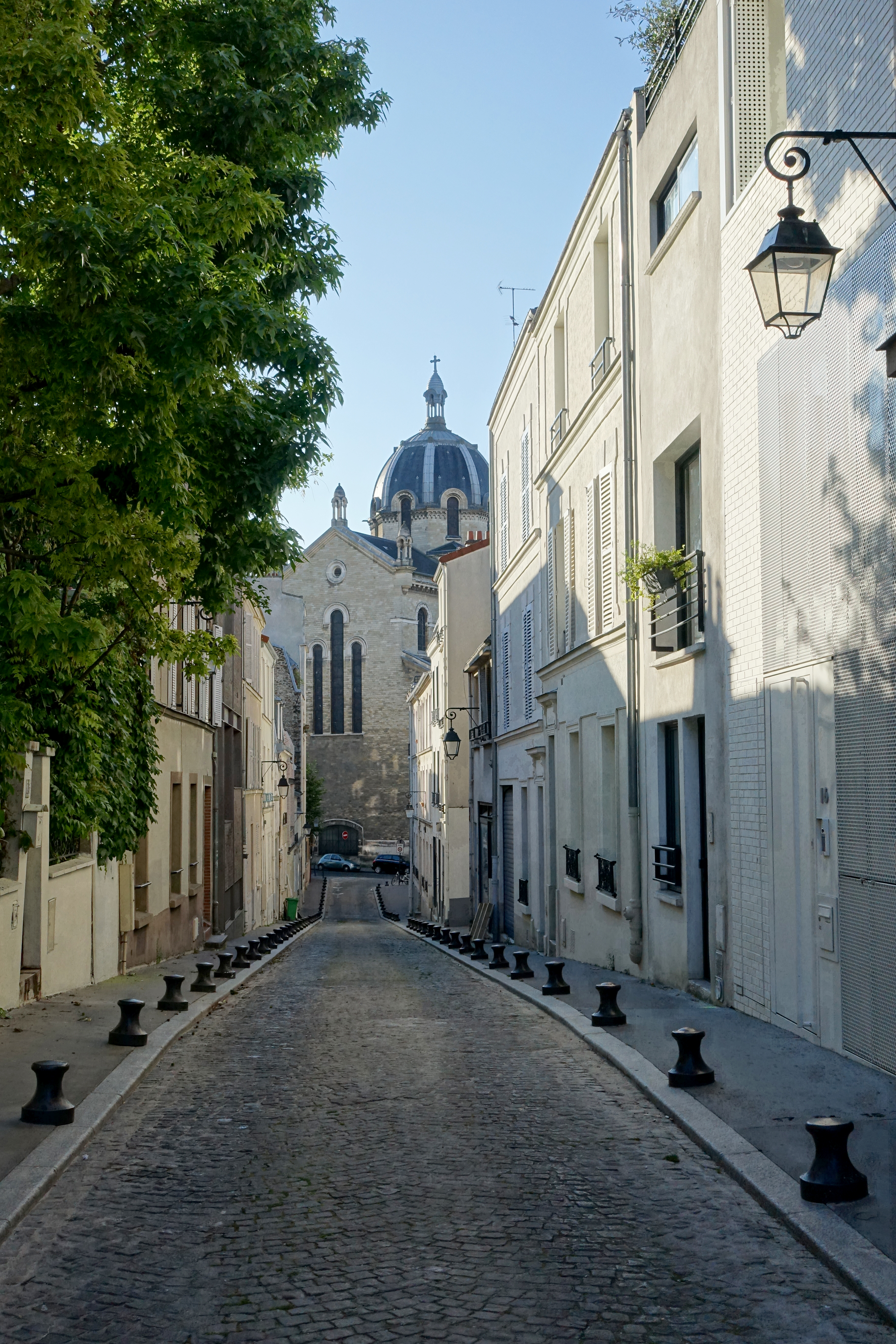
Улица в Бют-о-Кай

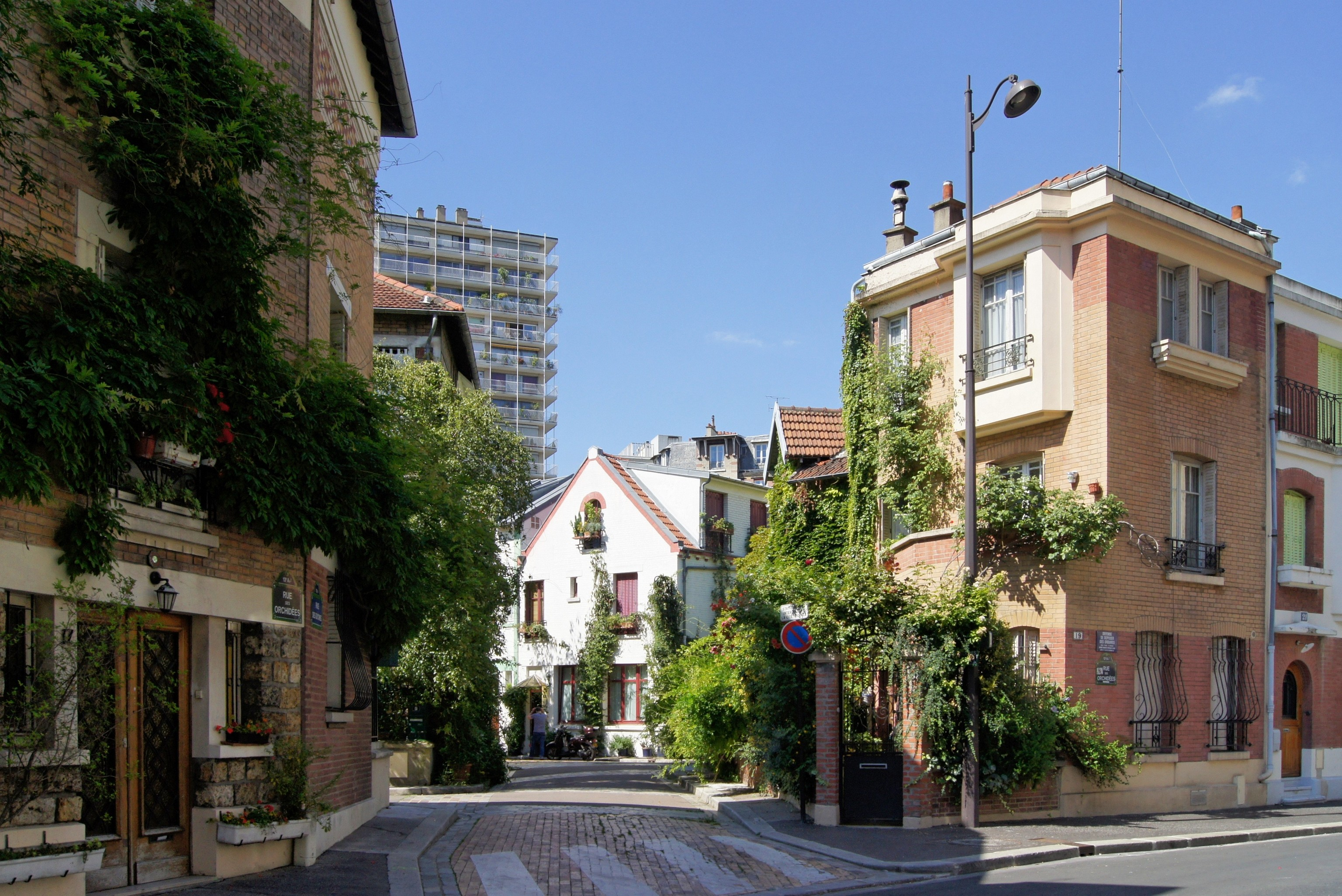
Улица в Цветочном городе

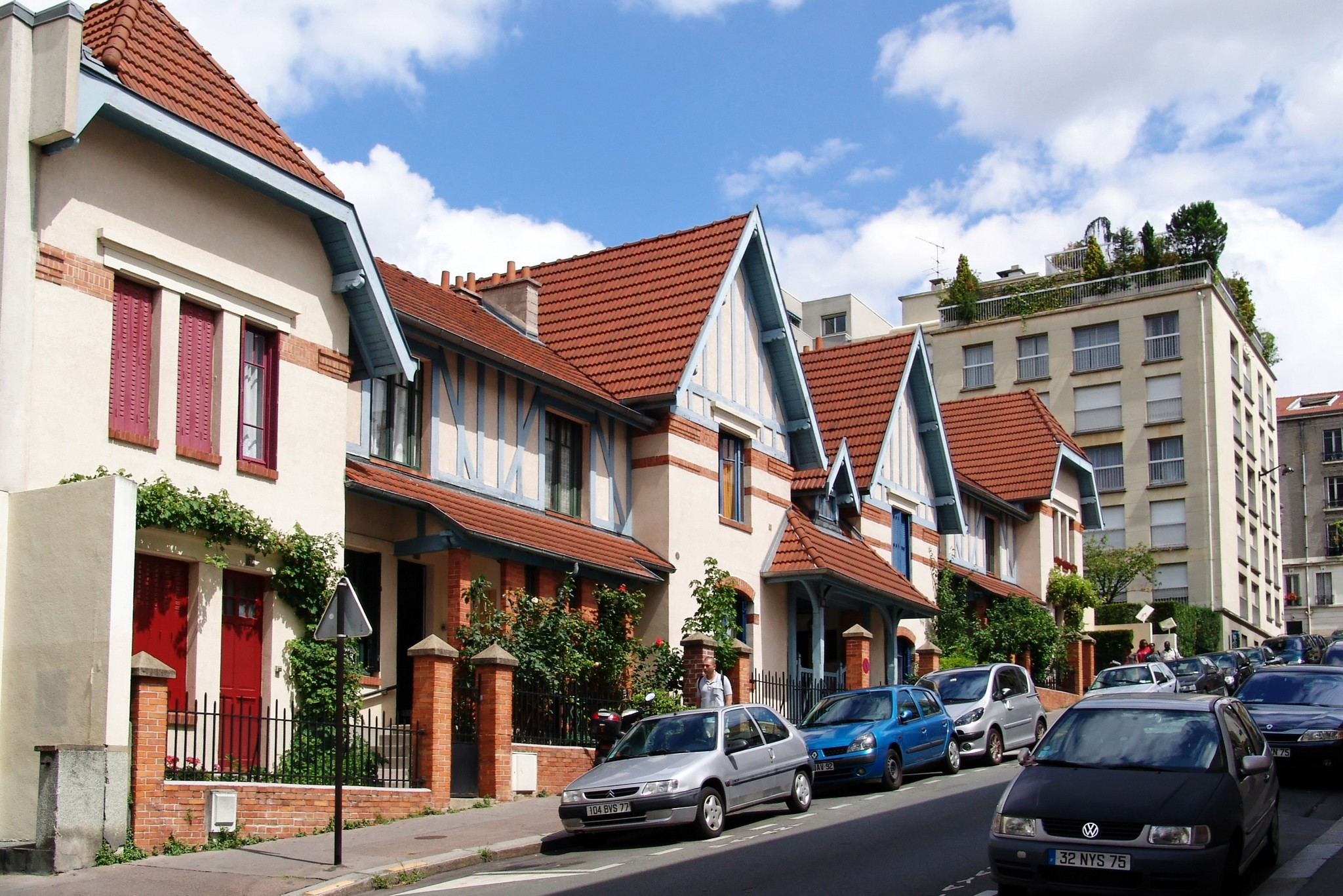
Маленький Эльзас

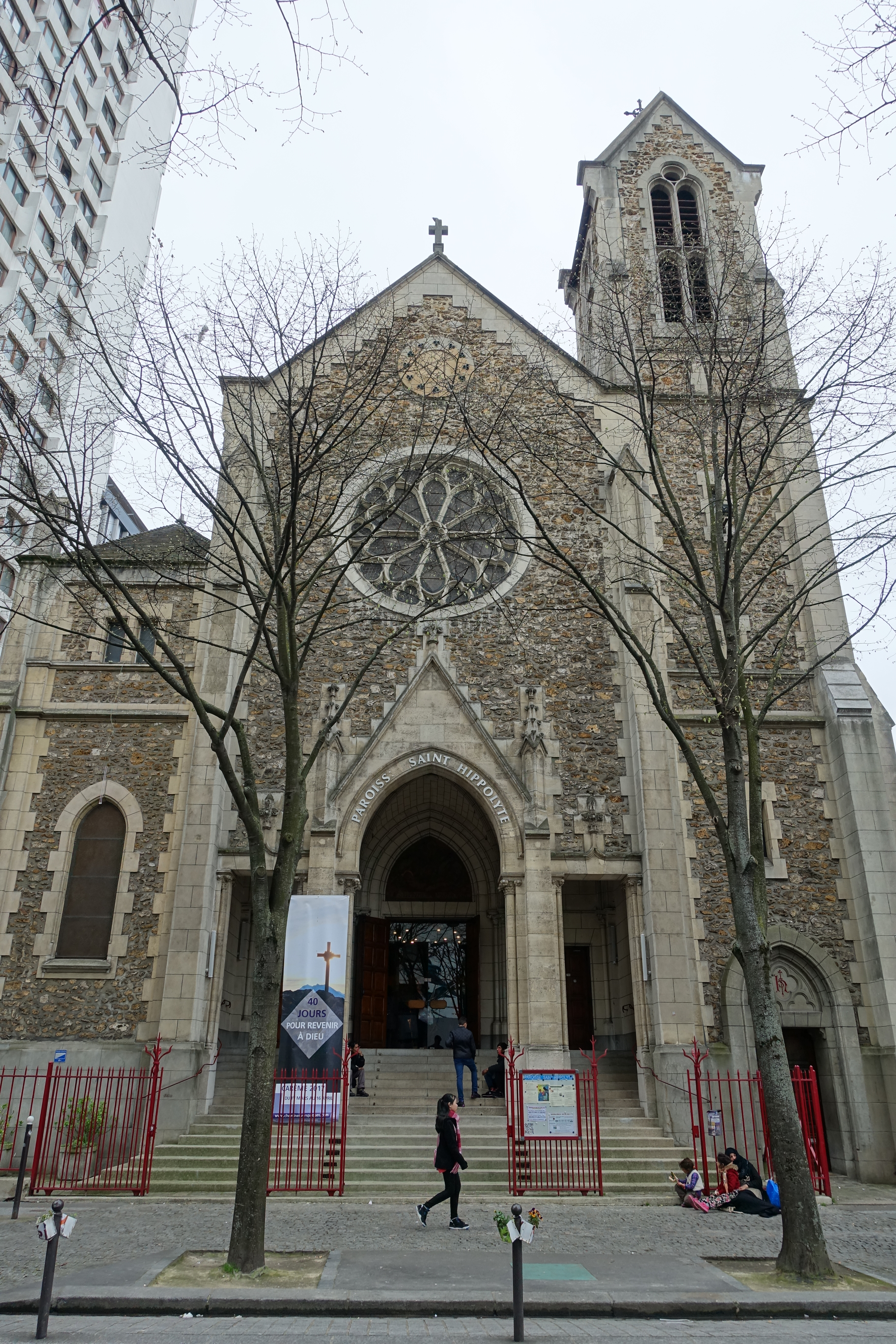
Церковь Святого Ипполита

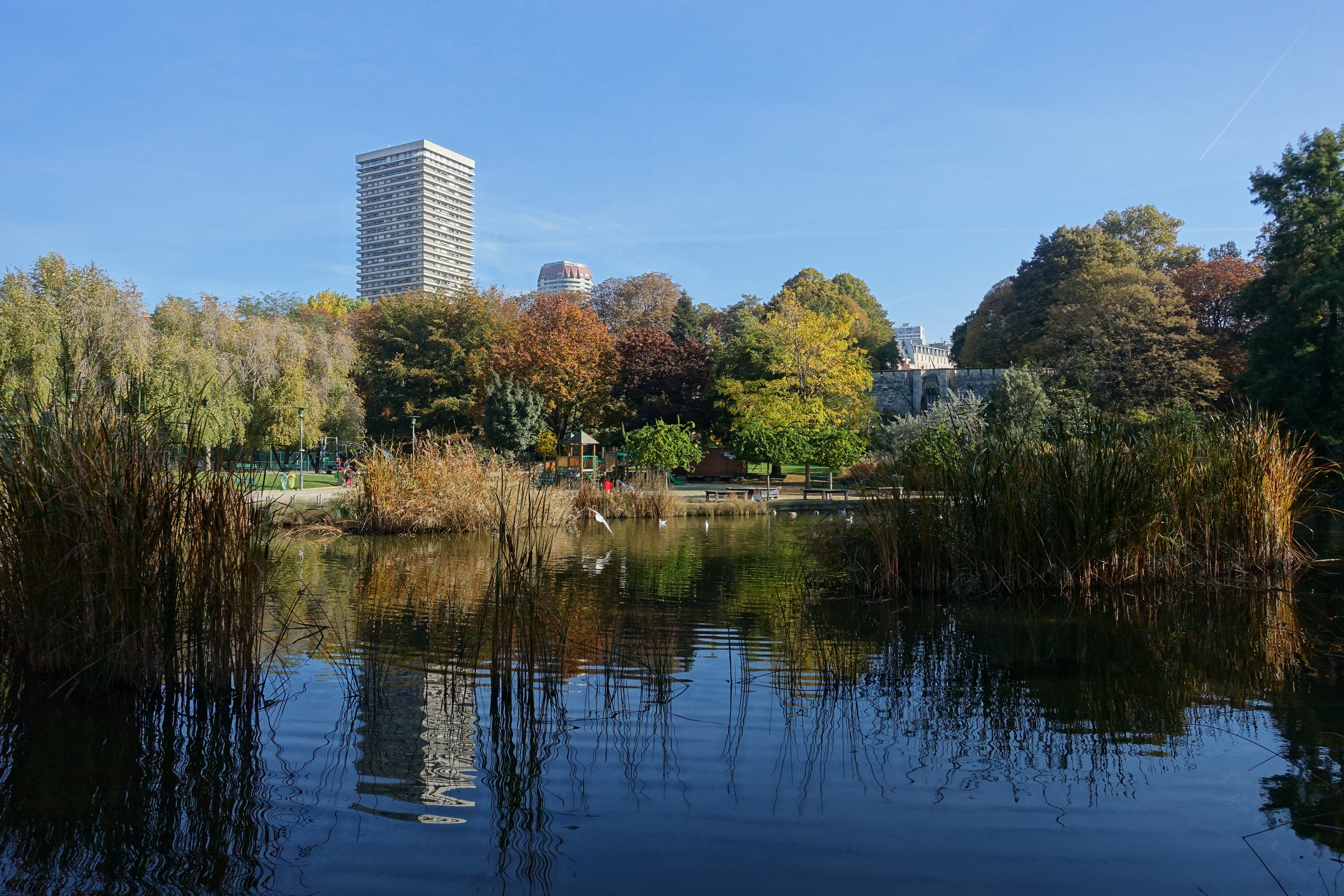
Парк Келлермана

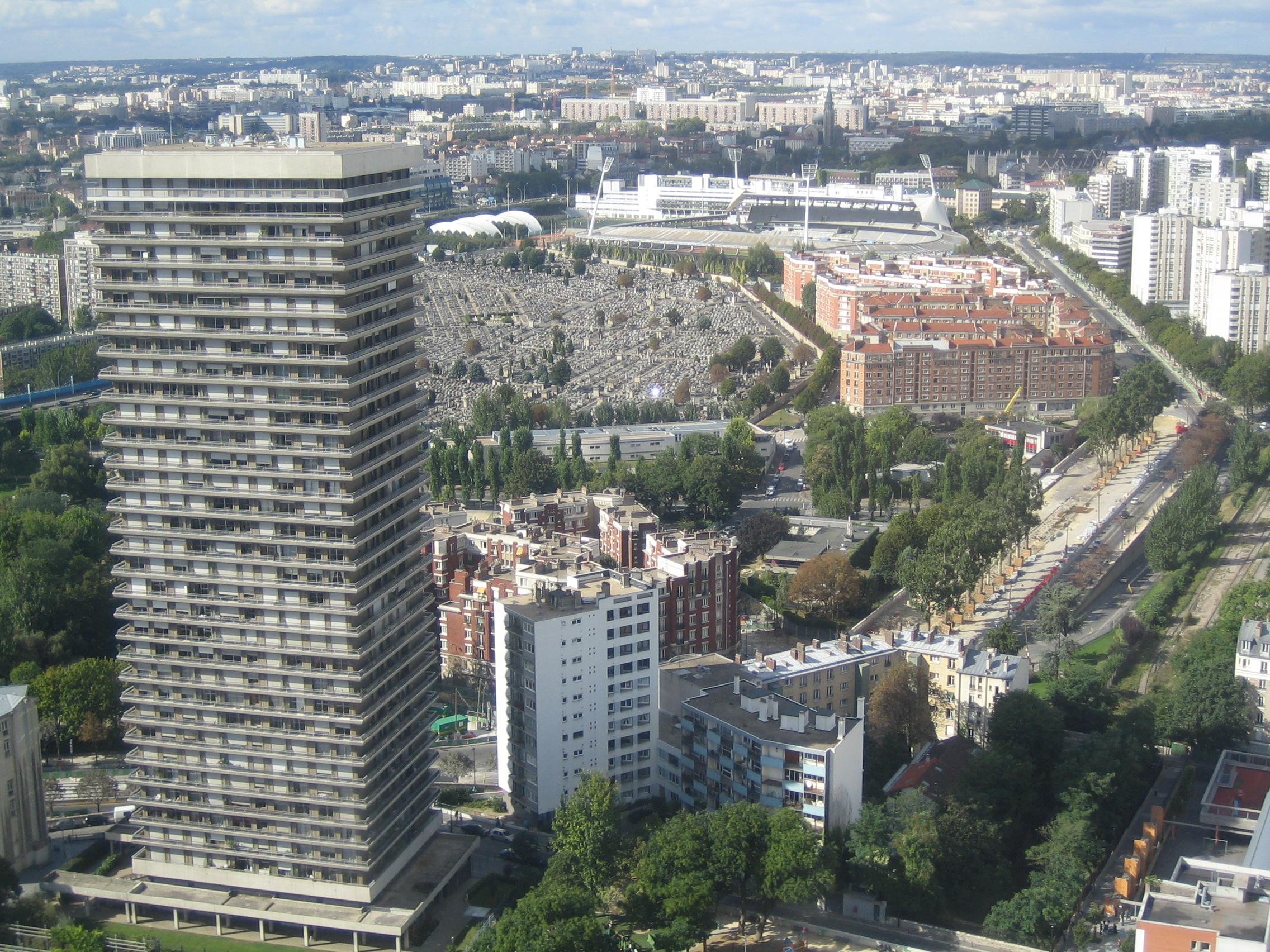
Жилая башня Шамбор. На заднем плане — кладбище Жантийи

- Азиатский квартал Парижа
  - Жилой квартал Les Olympiades[фр.]
- Район Бют-о-Кай
- Район Цветочный город[фр.]
- Квартал Маленький Эльзас[фр.]
- Квартал Маленькая Россия[фр.]
- Площадь эскадрильи «Нормандия — Неман»[фр.]

### Высотные здания
- Башни Дуо[фр.]
- Башня Супер-Италия[фр.]
- Башня Хеопса[фр.]
- Башня Шамбор[фр.]
- Башня Альбера[фр.]
- Башня M6B2

### Храмы
- Церковь Нотр-Дам-де-ля-Гар[фр.]
- Церковь Богоматери Китая[фр.]
- Церковь Сен-Марсель[фр.]
- Церковь Сент-Розали[фр.]
- Церковь Святой Анны в Бют-о-Кай[фр.]
- Церковь Святого Ипполита[фр.]
- Церковь Сен-Альбер-ле-Гран[фр.]
- Церковь Сен-Жан-де-До-Мулен[фр.]
- Часовня Нотр-Дам-де-ля-Сажесс[фр.]
- Часовня Сен-Луи-де-ля-Сальпетриер[фр.]
- Реформатская церковь Порт-Рояль[фр.]
- Лютеранская церковь Троицы[фр.]
- Храм Антуанистов
- Буддийский центр Триратна

### Парки и сады
- Парк Келлермана[фр.]
- Парк Шуази[фр.]
- Парк Мейль де Бьевр[фр.]
- Сады Гран-Мулен[фр.]
- Сад Федерики Монтсени[фр.]
- Сад Брассая[фр.]
- Сад Джеймса Джойса[фр.]
- Сад Жоржа Дюамеля[фр.]
- Сад Циприана Норвида[фр.]
- Сад Аббата Пьера — Гран-Мулен[фр.]
- Сад Бодрикур[фр.]
- Сад Жоана Миро[фр.]
- Сад Поля Низана[фр.]
- Сад Мулен-де-ла-Пуэнт — Поля Кильеса[фр.]
- Сад Биопарк[фр.]
- Сад монумента французским матерям[фр.]
- Сад Шарля Трене[фр.]
- Сад Франсуазы Жиру[фр.]
- Сад Потерн-де-Пеплье[фр.]
- Сквер Рене Ле-Галля[фр.]
- Сквер Гюстава Мезюрёра[фр.]
- Сквер Анри Кадью[фр.]
- Сквер Элоизы и Абеляра[фр.]
- Сквер Шамайяр[фр.]
- Сквер Поля Гримо[фр.]
- Сквер Флоренс Блументаль[фр.]
- Сквер Франсуазы Малле-Жорис[фр.]
- Сквер Монгольфьер[фр.]
- Эспланада Пьера Видаль-Наке[фр.]

### Кладбища
- Кладбище Жантийи

### Фонтаны
- Танец зарождающегося фонтана[фр.]

### Другие

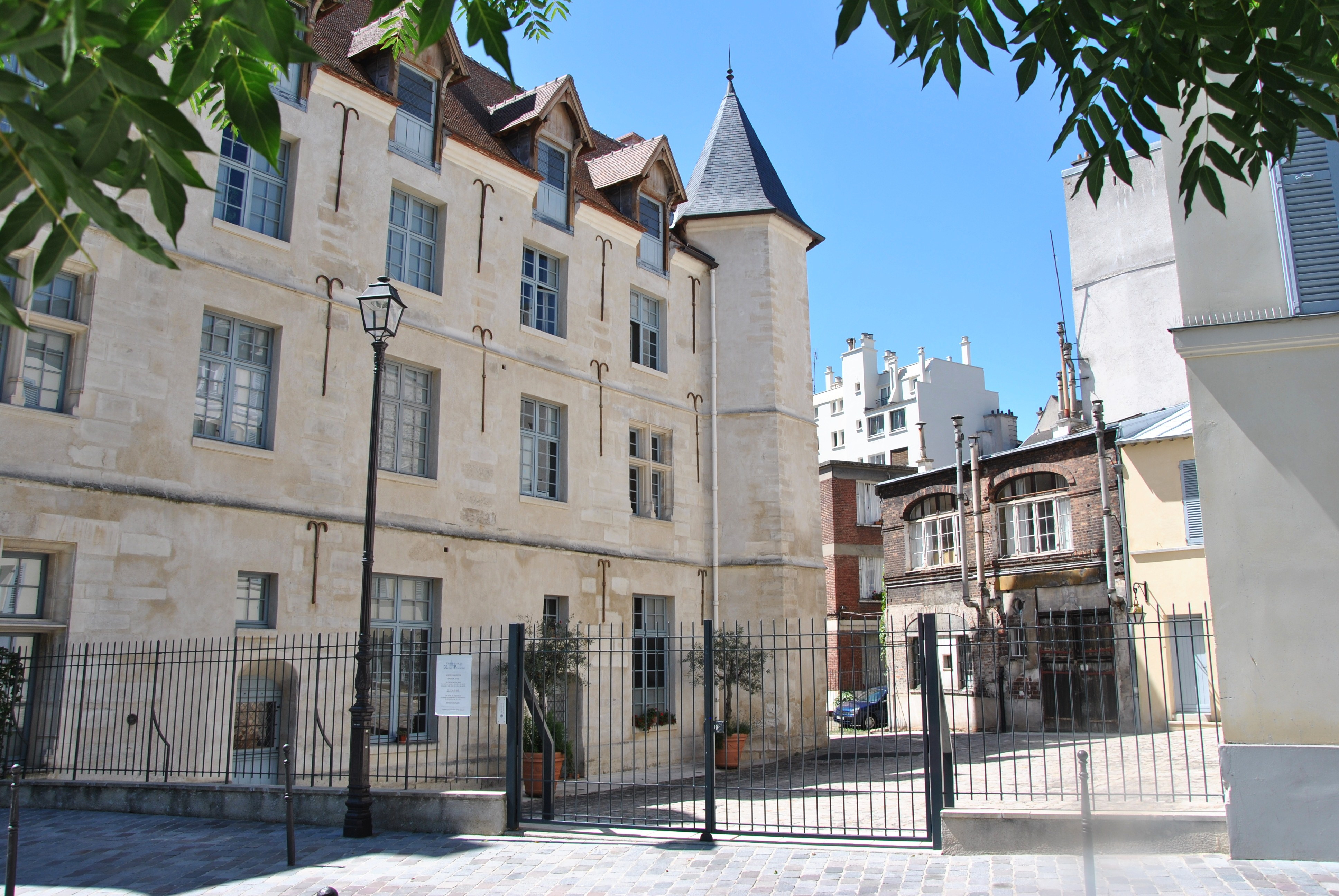
Островок белой королевы

- Островок белой королевы[фр.]
- Отель Маскарини[фр.]
- Бывший завод SUDAC[фр.]
- Дом Планекса[фр.]
- Ресторан La Felicità[фр.]
- Памятник Жанна д’Арк, освободительница Франции[фр.]
- Руины монастыря Кордельеров[фр.]

## Здравоохранение

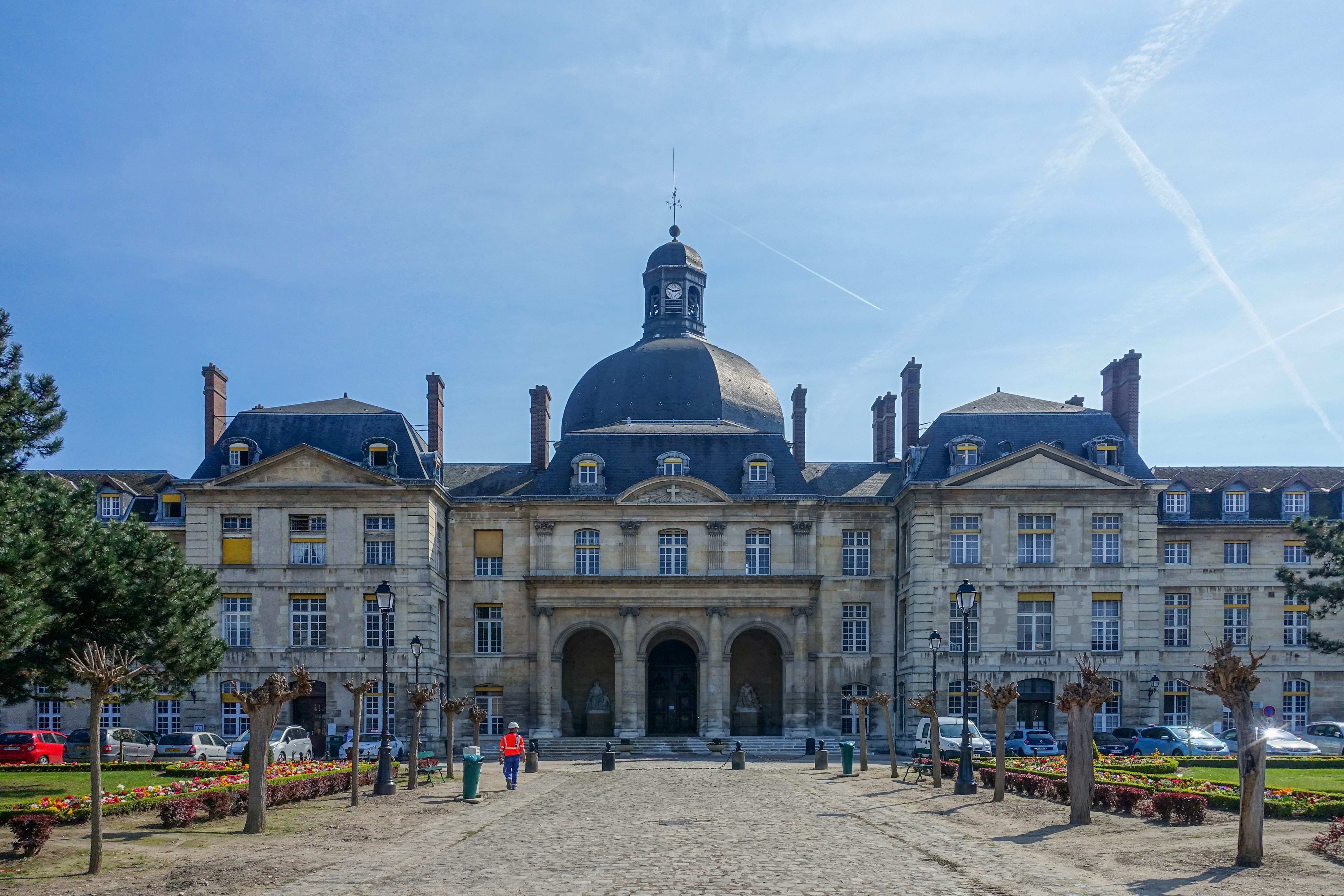
Часовня больницы Сальпетриер

В XIII округе базируется Группа университетских больниц AP-HP Университет Сорбонны (GHU AP-HP Sorbonne Université); также округ является важным центром медицинских услуг, здесь расположено несколько больших больниц:
- Больница Сальпетриер
  - Институт кардиометаболизма и питания (ICAN)
- Больница Брока[фр.]
- Университетская клиника Жоржа Хойера[фр.]
- Частная больница Попие[фр.]
- Больница Стражей Мира
- Институт головного и спинного мозга[фр.]
- Стоматологический институт Джорджа Истмана[фр.]

## Спорт

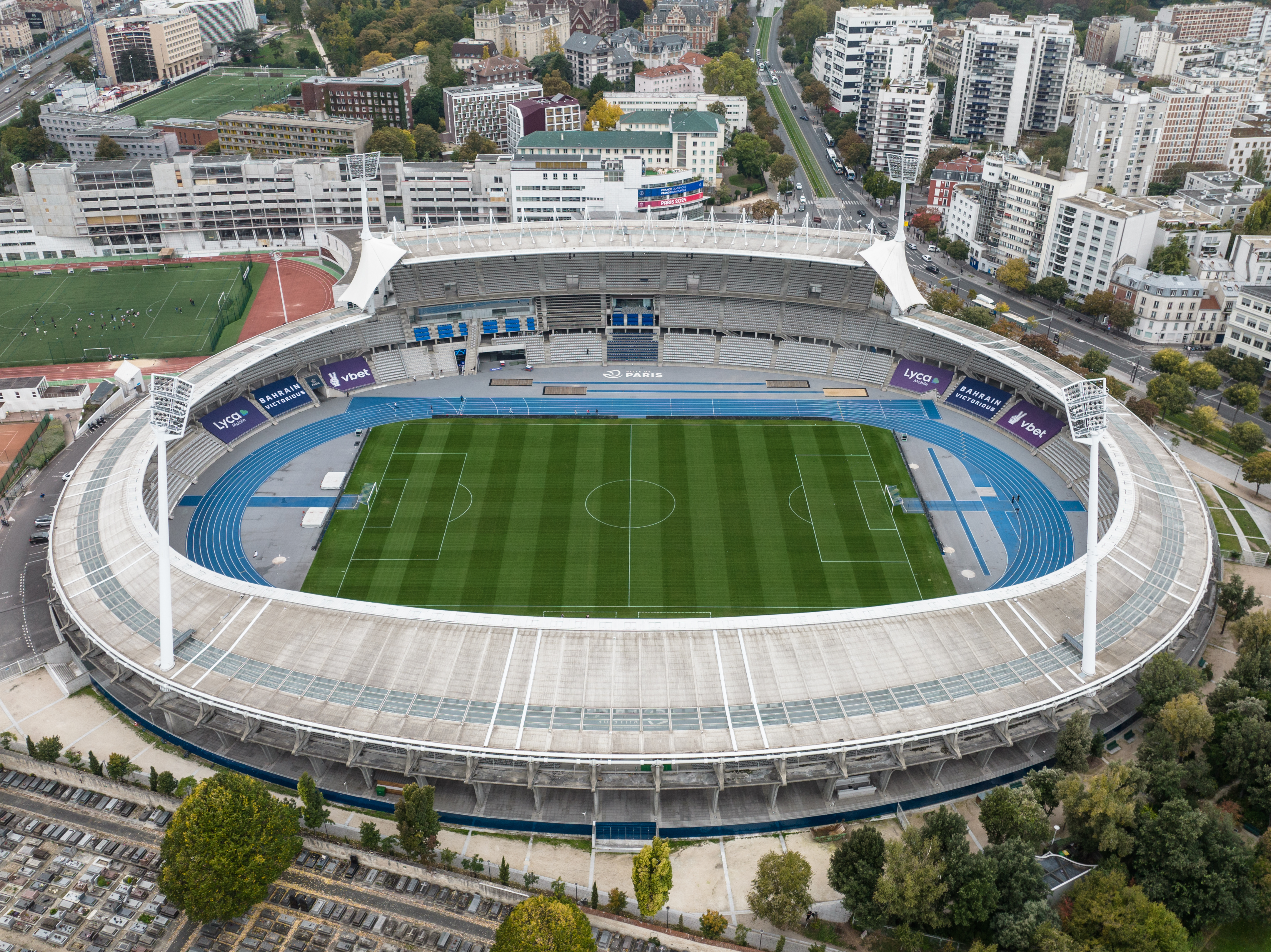
Стадион Себастьяна Шарлети

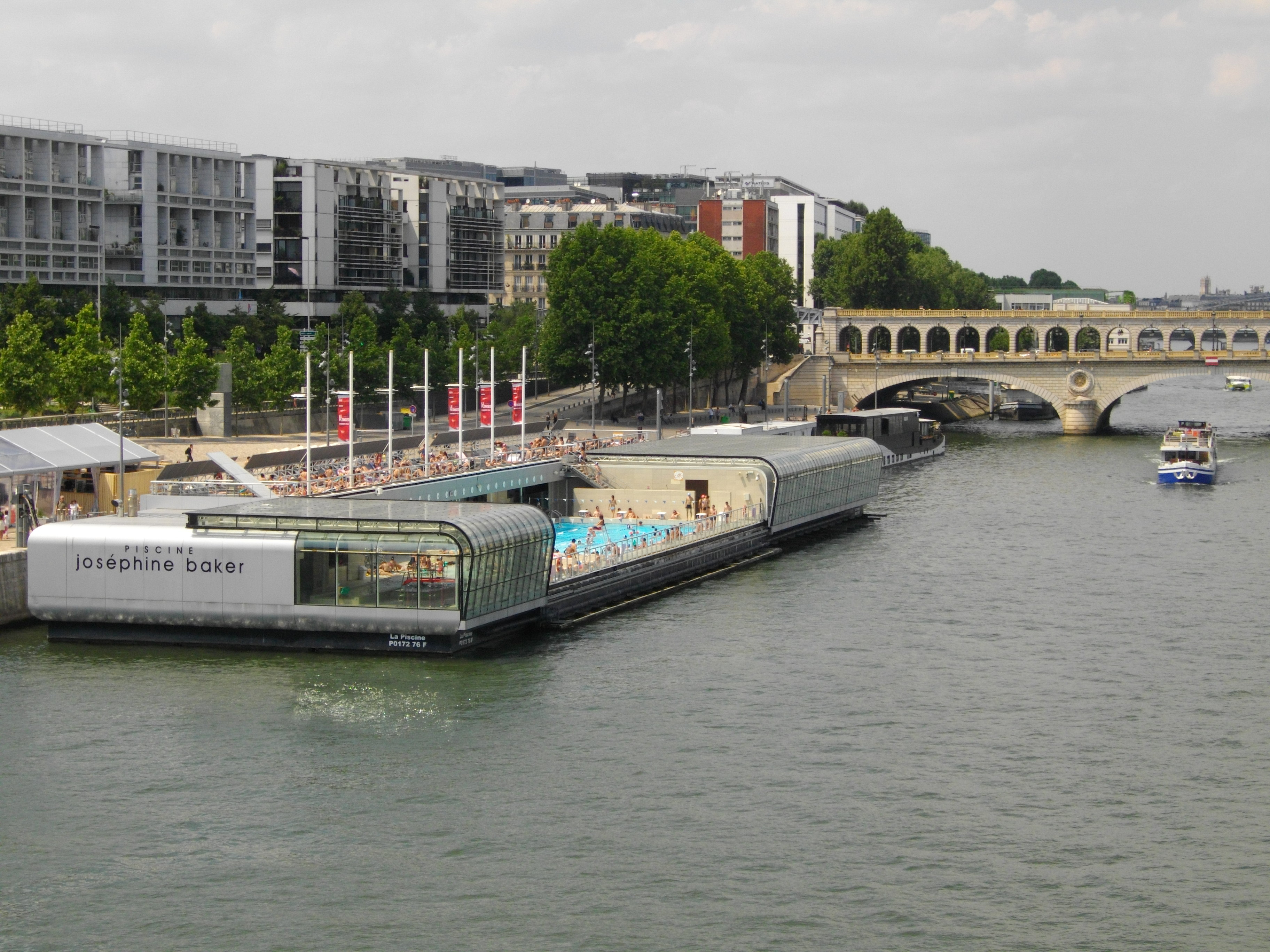
Бассейн Жозефины Бейкер

Большинство спортивных сооружений и площадок XIII округа были капитально реконструированы к летним Олимпийским играм 2024 года.
- Стадион Себастьяна Шарлети[фр.]
- Стадион Пеле[фр.]
- Спортивный центр Жоржа Карпантье[фр.]
- Спортивный центр Шарля Мурё
- Спортивный комплекс «Потерн-де-Попие»
- Спортивный центр Парижской пожарной бригады
- Бассейн Бют-о-Кай[фр.]
- Бассейн Жозефины Бейкер[фр.]
- Зал Пьера Шарпи[фр.]

В округе базируются футбольные клубы «Париж», «Пари 13 Атлетико» и «Парижский университетский клуб».

## В искусстве
В XIII округе Парижа происходили съёмки следующих фильмов и сериалов: «Через Париж» (1956), «Боб — прожигатель жизни» (1956), «Колдунья» (1956), «Клео от 5 до 7» (1962), «Дьявол и десять заповедей» (1962), «Стукач» (1962), «Поезд» (1964), «Убийца в спальном вагоне» (1965), «Второе дыхание» (1966), «Ресторан господина Септима» (1966), «Дневная красавица» (1967), «Самурай» (1967), «Последнее известное место жительства» (1970), «День Шакала» (1973), «Наследник» (1973), «Полицейская история» (1975), «Нежный полицейский» (1978), «Бум» (1980), «Ночные ястребы» (1981), «Осведомитель» (1982), «День искупления» (1982), «Слово полицейского» (1985), «Одиночка» (1987), «Никита» (1990), «Между ангелом и бесом» (1995), «Ягуар» (1996), «Салон красоты «Венера»» (1999), «Испанка» (2002), «Откройте, полиция! 3» (2003), «Долгая помолвка» (2004), «Скрытое» (2005), «Молодой лейтенант» (2005), «Париж, я люблю тебя» (2006), «2 дня в Париже» (2007), «Женщины-агенты» (2008), «Париж» (2008), «Стелла» (2008), «Шери» (2009), «Маленький Николя» (2009), «Из Парижа с любовью» (2010), «Двойная жизнь Камиллы» (2012), «Корпорация «Святые моторы»» (2012), «В постели с Викторией» (2016), «Париж, 13-й округ» (2021).